# البطولة المفتوحة
بطولة الغولف المفتوحة (بالإنجليزية: The Open Championship)، والتي يشار إليها غالبًا باسم المفتوحة (بالإنجليزية: The Open) أو بطولة بريطانيا المفتوحة (بالإنجليزية: British Open)، هي أقدم بطولة غولف في العالم، وواحدة من أكثر البطولات شهرة. تأسست في عام 1860، وكانت تقام في الأصل سنويًا في نادي بريستويك للغولف ‏ في اسكتلندا. وفي وقت لاحق، تم تغيير مكان الإقامة بين مجموعة مختارة من ملاعب الغولف الساحلية في المملكة المتحدة. يتم تنظيمه من قبل آر & إيه [الإنجليزية].
بطولة الغولف المفتوحة هي واحدة من بطولات الغولف الكبرى للرجال، والبطولات الأخرى هي بطولة الماسترز، وبطولة بي جي إيه ‏، وبطولة الولايات المتحدة المفتوحة ‏. منذ نقل بطولة بي جي إيه إلى مايو في عام 2019، أصبحت البطولة المفتوحة هي البطولة الكبرى الرابعة والأخيرة من حيث الترتيب الزمني لهذا العام. يقام في منتصف شهر يوليو.
يُطلق عليه اسم البطولة المفتوحة لأنه من الناحية النظرية "مفتوح" للجميع، أي لاعبي الغولف المحترفين والهواة. في الممارسة العملية، الحدث الحالي هو بطولة احترافية يشارك فيها أيضًا عدد صغير من أفضل الهواة في العالم، عن طريق الدعوة أو التأهل. لقد أدى نجاح البطولة إلى تقديم العديد من بطولات الغولف المفتوحة ‏ الأخرى في جميع أنحاء العالم.
يُطلق على الفائز لقب "بطل الغولف لهذا العام"، وهو اللقب الذي يعود تاريخه إلى أول بطولة مفتوحة في عام 1860، ويحصل على كأس كلاريت ‏، وهي الكأس التي مُنحت لأول مرة في عام 1872. البطل الحالي هو الأمريكي زاندر شوفيل ‏، الذي فاز ببطولة أوبن 2024 ‏ في نادي رويال تروون للغولف بنتيجة 275.

## التاريخ

### سنوات البطولة المبكرة (1860–1870)

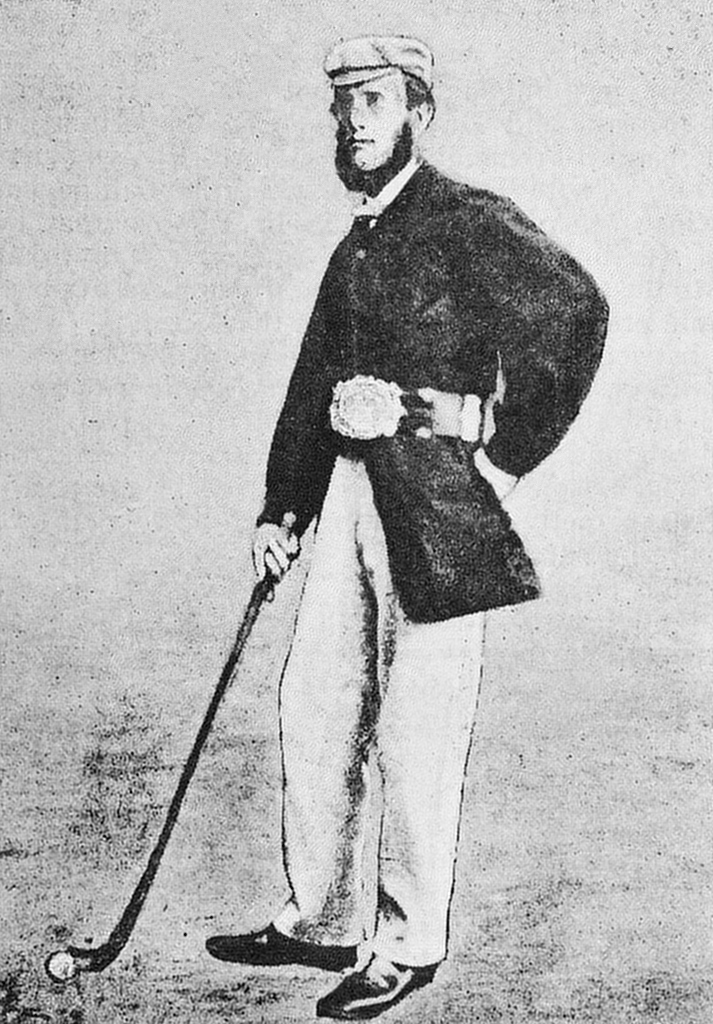
ويلي بارك الأب، أول "بطل غولف للعام"، يرتدي ، جائزة الفائز في بطولة الغولف المفتوحة حتى عام 1870.

أقيمت أول بطولة مفتوحة للغولف في 17 أكتوبر 1860 في نادي بريستويك للغولف ‏ في أيرشاير باسكتلندا، على مدار ثلاث جولات من ملعب الغولف المكون من اثني عشر حفرة. في منتصف القرن التاسع عشر، كان يلعب الغولف في الغالب الرجال الأثرياء، لأن المضارب والكرات المصنوعة يدويًا كانت باهظة الثمن. كان المحترفون يكسبون عيشهم من خلال اللعب من أجل الرهانات، والعمل كحامل عصا الغولف، وصنع الكرات والمضارب، والتعليمات. كان آلان روبرتسون ‏ هو الأشهر بين هؤلاء المحترفين، وكان يُعتبر أفضل لاعب غولف بلا منازع في الفترة من عام 1843 حتى وفاته في عام 1859. قرر جيمس أوجيلفي فيرلي ‏ من نادي بريستويك للغولف ‏ تشكيل مسابقة في عام 1860، "ليشارك فيها لاعبو الغولف المحترفون"، وتحديد من سيخلف روبرتسون باعتباره "بطل الغولف". تمت دعوة أندية الغولف بلاك هيث (إنجلترا)، وبيرث، وبرونتسفيلد (إدنبرة)، وموسلبيرج، وسانت أندروز ‏ لإرسال ما يصل إلى ثلاثة من أفضل لاعبيها المعروفين باسم "الكادي المحترم" لتمثيل كل من الأندية. حصل الفائز على حزام التحدي، المصنوع من الجلد الأحمر بإبزيم فضي وقيمته 25 جنيهًا إسترلينيًا، والذي جاء بفضل التبرع به من قبل إيرل إيجلينتون ‏، وهو رجل لديه اهتمام كبير بالاستعراضات في العصور الوسطى (كانت الأحزمة هي نوع الكأس التي قد يتم التنافس عليها في الرماية أو المبارزة).
كانت القاعدة الأولى لمسابقة الغولف الجديدة هي "يجب على الفريق الفائز بالحزام أن يترك الحزام دائمًا مع أمين صندوق النادي حتى يقدم ضمانًا يرضي اللجنة المذكورة أعلاه بأن الحزام سيتم الاحتفاظ به بأمان ووضعه على الطاولة في الاجتماع التالي للتنافس عليه حتى يصبح ملكًا للفائز من خلال الفوز به ثلاث مرات متتالية". تنافس ثمانية لاعبين غولف في الحدث، وفاز ويلي بارك الأب بالبطولة بفارق ضربتين عن توم موريس، وتم إعلانه "بطل الغولف لهذا العام".
وبعد مرور عام واحد، أصبح "مفتوحًا" للهواة والمحترفين على حد سواء. تنافس عشرة محترفين وثمانية هواة في هذا الحدث، وفاز أولد توم موريس بالبطولة بفارق 4 ضربات عن ويلي بارك الأب. تم تقديم صندوق جوائز (10 جنيهات إسترلينية) في عام 1863 مقسمًا بين المركز الثاني والثالث والرابع (حصل الفائز على حزام التحدي فقط). منذ عام 1864 فصاعدًا، تم دفع جائزة نقدية للفائز أيضًا. قبل ذلك كان الحافز المالي الوحيد هو جدولة بطولة بريستويك المحلية في نفس الأسبوع، مما سمح للمحترفين بكسب بضعة أيام من العمل في حمل العصي للأثرياء. فاز ويلي بارك الأب ببطولتين أخريين، وفاز توم موريس العجوز بثلاث بطولات أخرى، قبل أن يفوز توم موريس الشاب بثلاثة ألقاب متتالية بين عامي 1868 و1870. وذكرت القواعد أنه يُسمح له بالاحتفاظ بالحزام لتحقيق هذا الإنجاز. نظرًا لعدم توفر الكأس، لم تُقام البطولة في عام 1871.

### مقدمة عن دورة الدوران وكأس كلاريت (1872–1889)
في 11 سبتمبر 1872 تم التوصل إلى اتفاق بين بريستويك وشركة لاعبي الغولف المحترمين في إدنبرة ونادي الغولف الملكي والقديم ‏. وقد قرروا أن يساهم كل من الأندية الثلاثة بمبلغ 10 جنيهات إسترلينية في تكلفة الكأس الفضية الجديدة، والتي أصبحت تُعرف باسم إبريق كلاريت ‏، والمعروفة رسميًا باسم كأس بطل الغولف، وسيتم تنظيم البطولة المفتوحة بالتناوب بين الأندية الثلاثة. وقد تم اتخاذ هذه القرارات في وقت متأخر للغاية بحيث لم يكن من الممكن تقديم الكأس لبطل بطولة 1872 المفتوحة، الذي أصبح مرة أخرى الشاب توم موريس. وبدلاً من ذلك، حصل على ميدالية تحمل نقش "كأس بطل الغولف"، على الرغم من أنه أول من نُقش اسمه على كأس كلاريت باعتباره الفائز عام 1872. منذ ذلك الحين، تم منح الميداليات للفائزين، واحتفظوا بها. توفي الشاب توم موريس في عام 1875، عن عمر يناهز 24 عامًا.
ظلت البطولة خاضعة لسيطرة المحترفين الاسكتلنديين والفوز بها، حيث كانت تقام بالتناوب بين ملاعب الغولف الاسكتلندية الثلاثة، ولعبت على مدى 36 حفرة في يوم واحد حتى عام 1889.

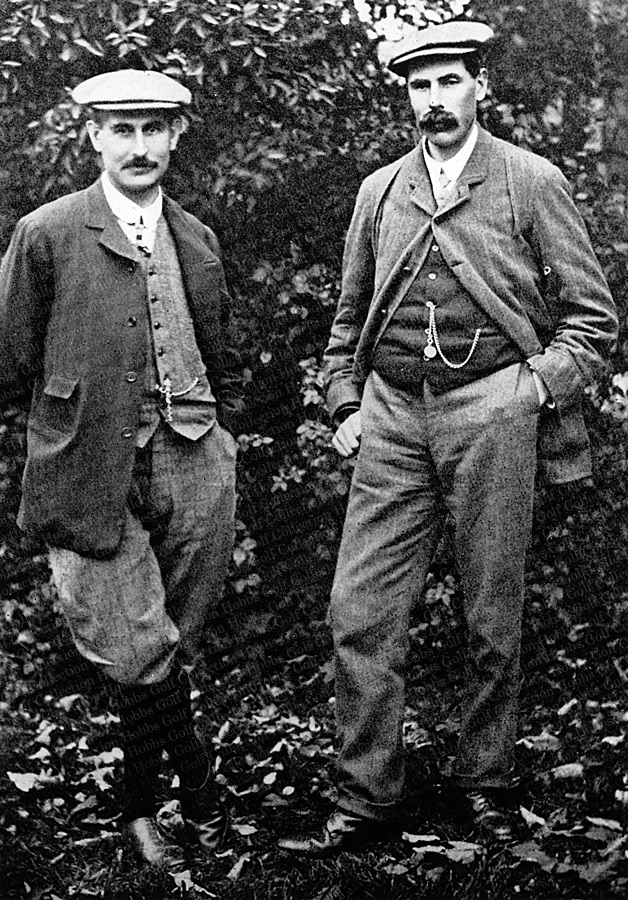
، حامل الرقم القياسي بستة ألقاب في البطولة المفتوحة، مع الفائز خمس مرات.

### المضيفون والفائزون الإنجليز، والثلاثي العظيم (1890–1914)
في تسعينيات القرن التاسع عشر، فاز بالبطولة أربع مرات ثلاثة إنجليز (اثنان منهم من الهواة). في عام 1892، أقيمت البطولة لأول مرة في ملعب مويرفيلد ‏ الذي تم بناؤه حديثًا، والذي حل محل ملعب مسلبرج كمكان مضيف تستخدمه شركة إدنبرة للغولف. وبعد بضع سنوات تمت إضافة سانت جورج ورويال ليفربول ‏ في إنجلترا إلى الدورة. منذ عام 1892، تم زيادة مدة البطولة إلى أربع جولات من 18 حفرة على مدار يومين (تم تمديد بريستويك إلى ملعب من 18 حفرة بحلول ذلك الوقت).
بين عامي 1898 و1925، كانت البطولة إما أن يكون لها قطع بعد 36 حفرة، أو حدث تأهيلي، وكان أكبر عدد من المشاركين 226 في عام 1911. كان الملعب كبيرًا مما يعني أن البطولة كانت تمتد في بعض الأحيان إلى أربعة أيام. في عام 1907 أصبح الفرنسي أرنو ماسي ‏ أول فائز غير بريطاني. أصبح ملعب رويال سينك بورتس في إنجلترا هو الملعب السادس المستضيف للبطولة المفتوحة في عام 1909.
تشتهر فترة ما قبل الحرب بالثلاثي العظيم ‏ هاري فاردون ‏ (جيرسي)، وجون هنري تايلور ‏ (إنجلترا)، وجيمس برايد ‏ (اسكتلندا). فاز الثلاثي بالبطولة المفتوحة 16 مرة في 21 بطولة أقيمت بين عامي 1894 و1914؛ وفاز فاردون ست مرات (وهو رقم قياسي لا يزال قائماً حتى اليوم) بينما فاز برايد وتايلور بخمس مرات لكل منهما. في البطولات الخمس التي أقيمت خلال هذه الفترة لم يحقق الثلاثي الفوز، بل احتل واحد أو أكثر منهم المركز الثاني. لقد أدت هذه المنافسات إلى زيادة اهتمام الجمهور بالغولف بشكل كبير، ولكن الحرب العالمية الأولى أدت إلى عدم إقامة بطولة مفتوحة أخرى حتى عام 1920، ولم يفز أي من الثلاثي ببطولة مفتوحة أخرى.

### النجاح الأمريكي مع والتر هاجن وبوبي جونز، وآخر بطولة مفتوحة في بريستويك (1920–1939)

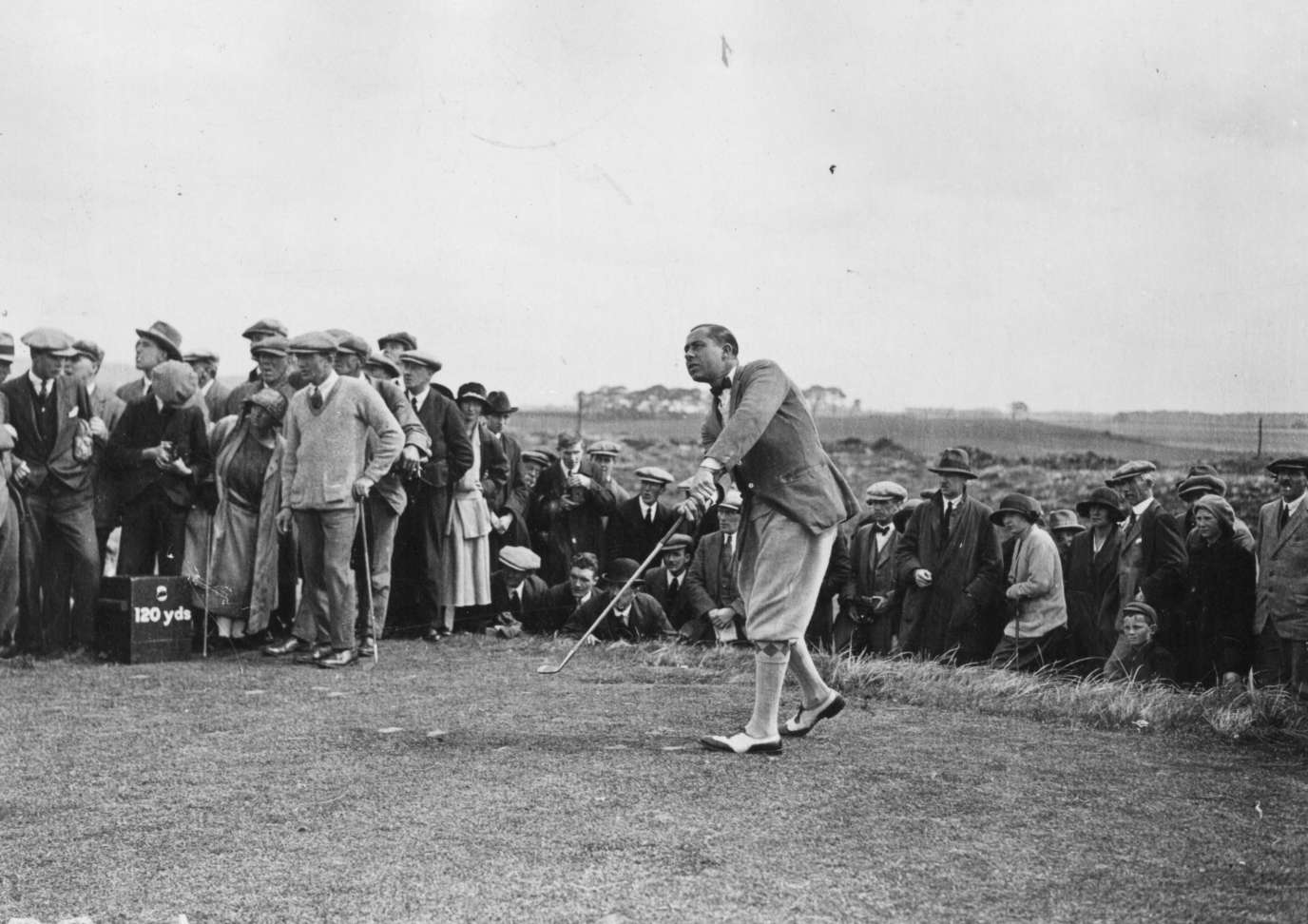
والتر هاجن يلعب في بطولة الغولف المفتوحة عام 1922 في سانت جورج، حيث أصبح أول فائز أمريكي المولد.

في عام 1920، عادت بطولة الغولف المفتوحة، وأصبح نادي رويال آند أنشينت للغولف المنظم الوحيد لها. وفي عام 1926، وحدوا شكل البطولة لتمتد على ثلاثة أيام (18 حفرة في اليومين الأول والثاني، و36 حفرة في اليوم الثالث)، وتضمنت تصفيات وتصفيات نهائية.
في عام 1921، سافر أحد عشر لاعبًا من الولايات المتحدة إلى اسكتلندا بتمويل من اشتراك شعبي يسمى "صندوق بطولة بريطانيا المفتوحة"، بعد حملة أطلقتها مجلة غولف المصورة الأمريكية. كان خمسة من هؤلاء اللاعبين من مواليد بريطانيا، وهاجروا إلى أمريكا للاستفادة من الطلب المرتفع على محترفي النوادي مع نمو شعبية لعبة الغولف. أقيمت مباراة بين الأميركيين وفريق من المحترفين البريطانيين، والتي تعتبر بمثابة مقدمة لكأس رايدر. عندما أقيمت البطولة المفتوحة بعد أسبوعين، فاز أحد هؤلاء الزوار، جوك هاتشيسون، وهو مواطن أمريكي متجنس، في سانت أندروز، مسقط رأسه.
في عام 1922 فاز والتر هاجن بأولى بطولاته المفتوحة الأربع، وأصبح أول فائز أمريكي المولد. شهدت الفترة ما بين عامي 1923 و1933 فوز لاعب مقيم في أمريكا كل عام (اثنان منهم كانا من مواليد بريطانيا)، وشملت ثلاثة انتصارات للهواة بوبي جونز، وفوز واحد لجين سارازين ‏، الذي كان قد فاز بالفعل ببطولات كبرى في الولايات المتحدة. فاز اللاعبون الإنجليز كل عام بين عامي 1934 و1939، بما في ذلك فوزين لهنري كوتون ‏ (ثم فاز باللقب الثالث في عام 1948).
بعد مشاكل الاكتظاظ في بطولة بريستويك المفتوحة عام 1925، تقرر أنها لم تعد مناسبة للحجم المتزايد للحدث، كونها قصيرة للغاية، وتحتوي على الكثير من الضربات العمياء، ولا يمكنها التعامل مع حجم المتفرجين. تم استبدال المكان الأصلي للبطولة المفتوحة في القائمة بمكان كارنوستي، الذي استضاف البطولة لأول مرة في عام 1931. استضافت نادي رويال تروون للغولف لأول مرة في عام 1923، كما تمت إضافة مدينة رويال ليثام وسانت آنز ‏، والتي استضافت الحدث لأول مرة في عام 1926. استضاف برينس بطولة الغولف المفتوحة الوحيدة في عام 1932.

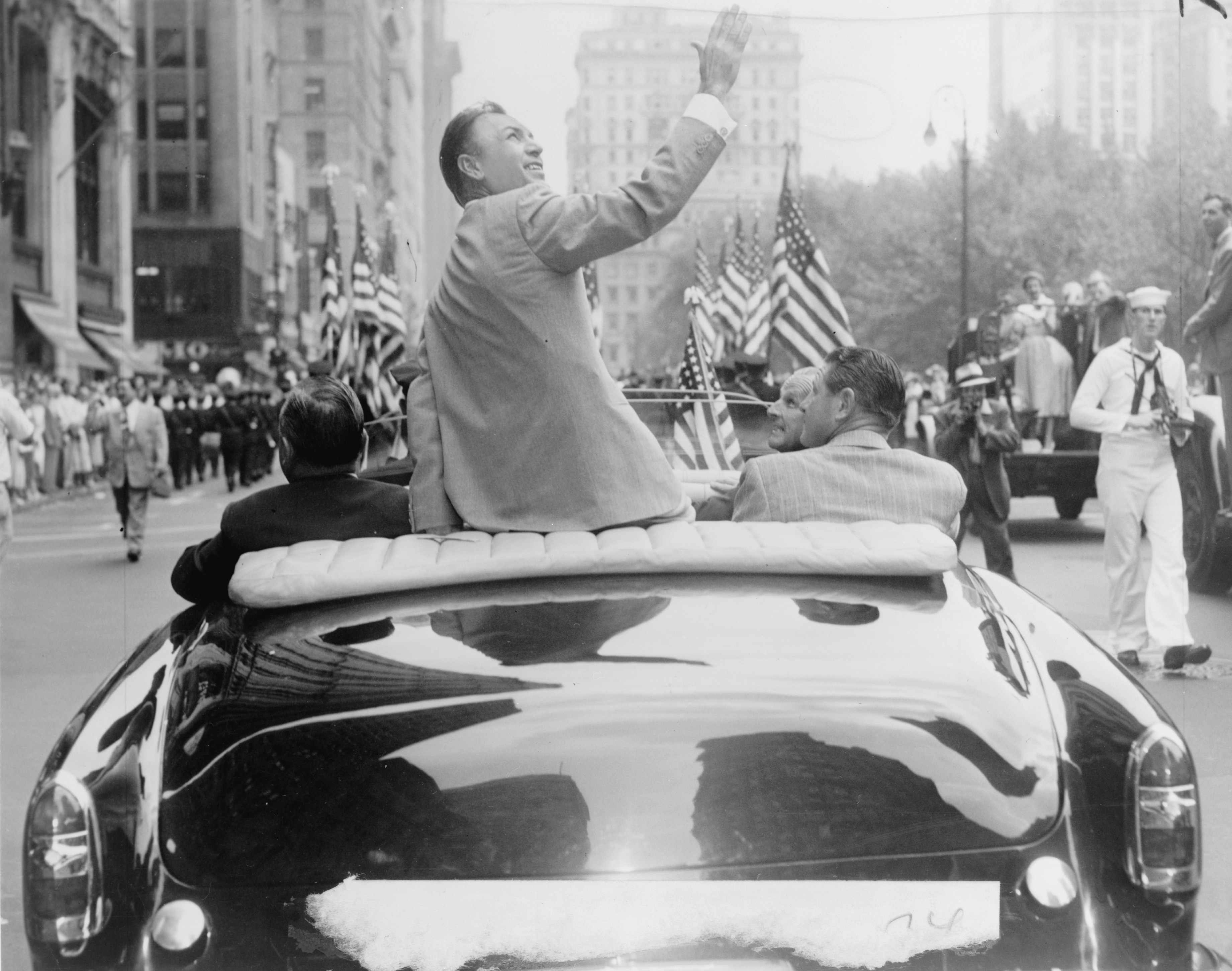
حصل بن هوجان على موكب احتفالي عند عودته إلى مدينة نيويورك، بعد فوزه ببطولة نيويورك المفتوحة عام 1953.

### التاج الثلاثي لبوبي لوك وبيتر تومسون وبن هوجان (1946–1958)
عادت بطولة سانت أندروز المفتوحة بعد الحرب العالمية الثانية، بفوز الأمريكي سام سنيد. أصبح بوبي لوك أول جنوب أفريقي يفوز بالبطولة، حيث فاز بها ثلاث مرات في أربع سنوات بين عامي 1949 و1952، ثم فاز باللقب الرابع في عام 1957. بعد فوزه ببطولة الماسترز وبطولة الولايات المتحدة المفتوحة ‏ في وقت سابق من العام، فاز بن هوجان في ظهوره الوحيد في بطولة المفتوحة عام 1953 ليحصد "التاج الثلاثي". كان إنجازه موضع تقدير كبير لدرجة أنه عاد إلى مدينة نيويورك لحضور موكب احتفالي. أصبح بيتر تومسون أول فائز أسترالي، حيث فاز أربع مرات في خمس سنوات بين عامي 1954 و1958، ثم فاز لاحقًا باللقب الخامس في عام 1965. بعد أن منع الفيضان موانئ رويال سينك ‏ من الاستضافة، في عامي 1938 و1949، تم إزالتها من القائمة. أقيمت بطولة الغولف المفتوحة خارج إنجلترا واسكتلندا لأول مرة في عام 1951 في رويال بورتراش ‏ بأيرلندا الشمالية.
شهدت هذه الفترة عددًا أقل من المشاركين الأمريكيين، حيث أصبحت بطولة جولة بي جي إيه مربحة للغاية، وكانت بطولة بي جي إيه ‏ تُلعب غالبًا في نفس الوقت أو وقت مماثل مع دفع ثلاثة أضعاف أموال الجائزة. كما تم استخدام كرة غولف أكبر حجمًا في أمريكا، مما يعني أنه كان عليهم تعديلها للبطولة المفتوحة.

### بلاير، بالمر، نيكلاوس – الثلاثة الكبار (1959–1974)
في عام 1959، فاز غاري بلاير، وهو شاب من جنوب أفريقيا، بأولى بطولاته المفتوحة الثلاث. لم يشارك سوى أربعة أميركيين، ولكن في عام 1960 سافر أرنولد بالمر إلى اسكتلندا بعد فوزه ببطولة الماسترز وبطولة الولايات المتحدة المفتوحة ‏، في محاولة لمحاكاة إنجاز هوجان في عام 1953 بالفوز بالبطولات الثلاث في عام واحد. على الرغم من حصوله على المركز الثاني خلف كيل ناجل ‏، إلا أنه عاد وفاز بالبطولة المفتوحة في عامي 1961 و1962. كان بالمر يتمتع بشعبية كبيرة في أمريكا، ومن المرجح أن تكون انتصاراته هي المرة الأولى التي يرى فيها العديد من الأمريكيين بطولة الغولف المفتوحة على شاشة التلفزيون. هذا، إلى جانب نمو السفر بالطائرات النفاثة عبر المحيط الأطلسي، ألهم العديد من الأميركيين للسفر في المستقبل.
يتم تحديد الفترة بشكل أساسي من خلال المنافسة بين بلاير وبالمر وجاك نيكلاوس. فاز نيكولاس ثلاث مرات (1966، 1970، 1978) وكان لديه رقم قياسي في الحصول على المركز الثاني سبع مرات. كما ترك الأمريكي لي تريفينو بصمته بفوزه ببطولتين مفتوحتين متتاليتين في عامي 1971 و1972، حيث حرم الأخير نيكولاس من الفوز بلقب جراند سلام في عام واحد. كان البطل البريطاني الوحيد في هذه الفترة هو توني جاكلين ‏، كما أنها تتميز أيضًا بوجود الفائز الأول من الأرجنتين، روبرتو دي فيسينزو ‏.

### واتسون، باليستيروس، فالدو، ونورمان (1975–1993)
بحلول عام 1975، تم ترسيخ مفهوم البطولات الكبرى الحديثة، وتم نقل بطولة بي جي إيه ‏ إلى أغسطس منذ عام 1969، وبالتالي لم تعد تتعارض مع بطولة الغولف المفتوحة. هذا يعني أن البطولة المفتوحة كانت تشبه البطولة الحالية، حيث كان المتصدرون بعد 36 حفرة ينطلقون في المركز الأخير (منذ عام 1957 فصاعدًا)، وكان على جميع اللاعبين استخدام "الكرة الأكبر" (منذ عام 1974 فصاعدًا)، اللعب ممتد على أربعة أيام (منذ عام 1966 فصاعدًا، على الرغم من أن الأيام كانت من الأربعاء إلى السبت حتى عام 1980)، وملعب يحتوي على جميع أفضل لاعبي العالم.
فاز الأمريكي توم واتسون في عام 1975. استضافت تيرنبيري البطولة لأول مرة في عام 1977، وفاز واتسون بالبطولة المفتوحة للمرة الثانية، بعد واحدة من أكثر المباريات احتفالاً في تاريخ الغولف، عندما وصلت مبارزته مع جاك نيكلاوس إلى الضربة الأخيرة قبل أن يظهر واتسون كبطل. واصل الفوز مرة أخرى في أعوام 1980 و1982 و1983، ليحقق الفوز 5 مرات إجمالاً، وهو رقم قياسي لم يتفوق عليه سوى هاري فاردون ‏، وأصبح يُنظر إليه باعتباره أحد أعظم لاعبي الغولف على مر العصور.
في عام 1976، لفت الإسباني سيفي باليستيروس البالغ من العمر 19 عامًا الانتباه في عالم الغولف عندما احتل المركز الثاني. فاز بالبطولة ثلاث مرات (1979، 1984، 1988)، وكان أول لاعب أوروبي قاري يفوز بالبطولة منذ أرنو ماسي ‏ في عام 1907. وكان من بين الفائزين المتعددين الآخرين في هذه الفترة الإنجليزي نيك فالدو ‏ بثلاثة ألقاب (1987، 1990، 1992)، والأسترالي جريج نورمان بلقبين (1986، 1993).

### تايجر وودز والعصر الحديث (منذ 1994 فصاعدا)

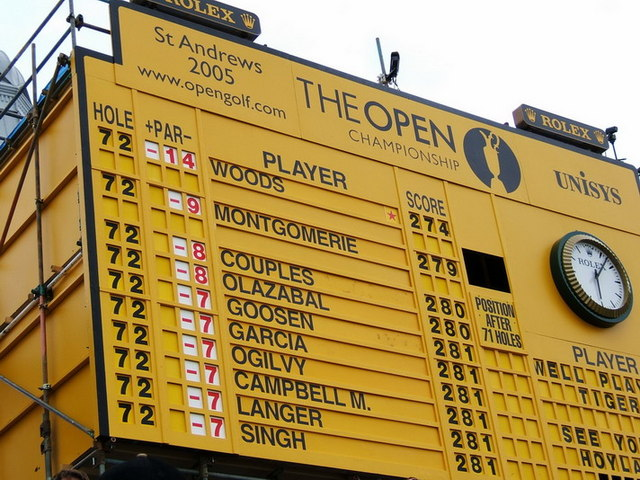
فاز تايغر وودز ببطولة سانت أندروز المفتوحة مرتين.

في كل عام بين عامي 1994 و2004 كان هناك فائز لأول مرة. في عام 1999، كانت بطولة كارنوستي المفتوحة للغولف صعبة للغاية، وكان الفرنسي جان فان دي فيلدي ‏ متقدمًا بثلاث ضربات في بداية المباراة في الحفرة الأخيرة. وانتهى به الأمر إلى الحصول على ثلاثة بوغي بعد العثور على باري بيرن، وانتهى الأمر بالاسكتلندي بول لوري، المصنف 241 على مستوى العالم، بالفوز في مباراة فاصلة. كان متأخرًا بعشر ضربات عن المتصدر قبل الجولة النهائية، وهو رقم قياسي في جميع البطولات الكبرى. لم يكن هو البطل الوحيد غير المعلن عنه خلال هذه الفترة، حيث فاز المصنف 396 بن كورتيس والمصنف 56 تود هاميلتون بالبطولة في عامي 2003 و2004 على التوالي.
في عام 2000، أصبح تايجر وودز، بعد فوزه للتو ببطولة الولايات المتحدة المفتوحة، بطلاً بفارق 8 ضربات عن الرقم القياسي لما بعد الحرب ليصبح أصغر لاعب يفوز غراند سلام (غولف) في سن 24 عامًا. وبعد فوزه ببطولة الماسترز وبطولة أمريكا المفتوحة عام 2002، أصبح أحدث أمريكي يحاول محاكاة بن هوجان والفوز ببطولة أمريكا المفتوحة في نفس العام. توقفت محاولته يوم السبت مع أسوأ جولة في مسيرته حتى ذلك الوقت، حيث سجل 81 (+10) في ظل أمطار باردة وعاصفة. وفاز بالبطولة مرة أخرى على التوالي في عامي 2005 و2006 ليصل إجمالي انتصاراته إلى ثلاثة. ومن بين الفائزين المتعددين الآخرين في هذه الحقبة الجنوب أفريقي إيرني إلس (2002، 2012) والأيرلندي بادريج هارينجتون ‏ (2007، 2008).

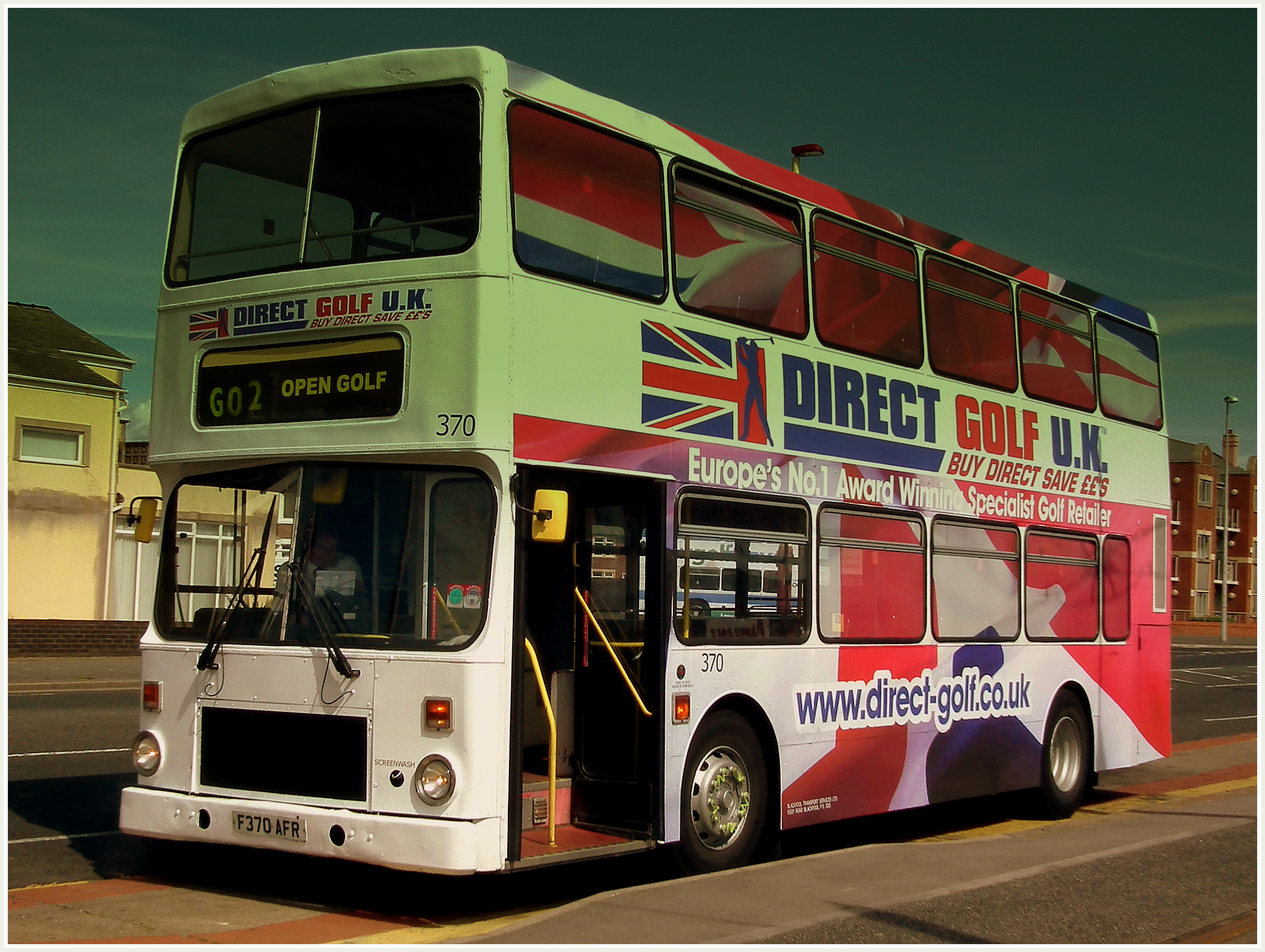
خدمة الحافلات لنقل الحضور إلى بطولة 2012 المفتوحة في رويال ليثام في لانكشاير.

في عام 2009، قاد توم واتسون البالغ من العمر 59 عاماً البطولة حتى الآن عبر 71 حفرة، وكان يحتاج إلى ضربة واحدة فقط في الحفرة الأخيرة ليصبح أكبر فائز على الإطلاق ببطولة كبرى، ويعادل أيضاً الرقم الذي حققه هاري فاردون ‏ في بطولاته المفتوحة الستة. حقق واتسون ضربة بوغي، مما أدى إلى تأهله إلى مباراة فاصلة من أربع حفر، والتي خسرها أمام ستيوارت سينك ‏. في عام 2015، أصبح جوردان سبث لاعباً أميركياً آخر يصل إلى النهائيات بعد فوزه ببطولتي الماسترز وأمريكا المفتوحة هذا العام. احتل المركز الرابع بالتساوي حيث أصبح زاك جونسون البطل. فاز سبث ببطولة رويال بيركديل المفتوحة عام 2017.
فاز الأمريكي فيل ميكلسون بأول بطولة مفتوحة له، وخامس بطولة كبرى له، في عام 2013. في عام 2016، شارك في مبارزة ملحمية مع السويدي هنريك ستينسون، والتي قارنها كثير من الناس بالمبارزة في الشمس عام 1977 بين جاك نيكلاوس وتوم واتسون. فاز ستينسون ببطولة كبرى احترافية للرجال، ليصبح أول لاعب اسكندنافي يفوز ببطولة كبرى، برصيد قياسي بلغ 264 (−20) في البطولات المفتوحة (والكبرى)، متقدما بثلاث ضربات على ميكلسون، و14 ضربة على صاحب المركز الثالث. شارك جاك نيكلاوس أفكاره حول الجولة النهائية، قائلاً: "لقد لعب فيل ميكلسون واحدة من أفضل الجولات التي رأيتها على الإطلاق في بطولة المفتوحة، ولعب هنريك ستينسون بشكل أفضل – لقد لعب واحدة من أعظم الجولات التي رأيتها على الإطلاق".
فاز فرانشيسكو موليناري ببطولة كارنوستي المفتوحة عام 2018 بفارق ضربتين، ليصبح أول فائز إيطالي كبير. فاز شين لوري ببطولة 2019 المفتوحة عندما عادت البطولة إلى نادي رويال بورتراش للغولف، ليصبح البطل الثاني من جمهورية أيرلندا.
في عام 2020، أُلغيت بطولة الغولف المفتوحة بسبب جائحة فيروس كورونا. وكانت هذه أول مرة تُلغى فيها البطولة منذ الحرب العالمية الثانية. كما أكدت رابطة الغولف والرياضات البحرية أن ملعب رويال سانت جورج، الذي كان من المقرر أن يستضيف البطولة في عام 2020، سيكون الملعب المضيف في عام 2021، مما يعني الاحتفاظ فعليًا بملعب أولد كورس في سانت أندروز كمقر للبطولة المفتوحة رقم 150.

## التقاليد

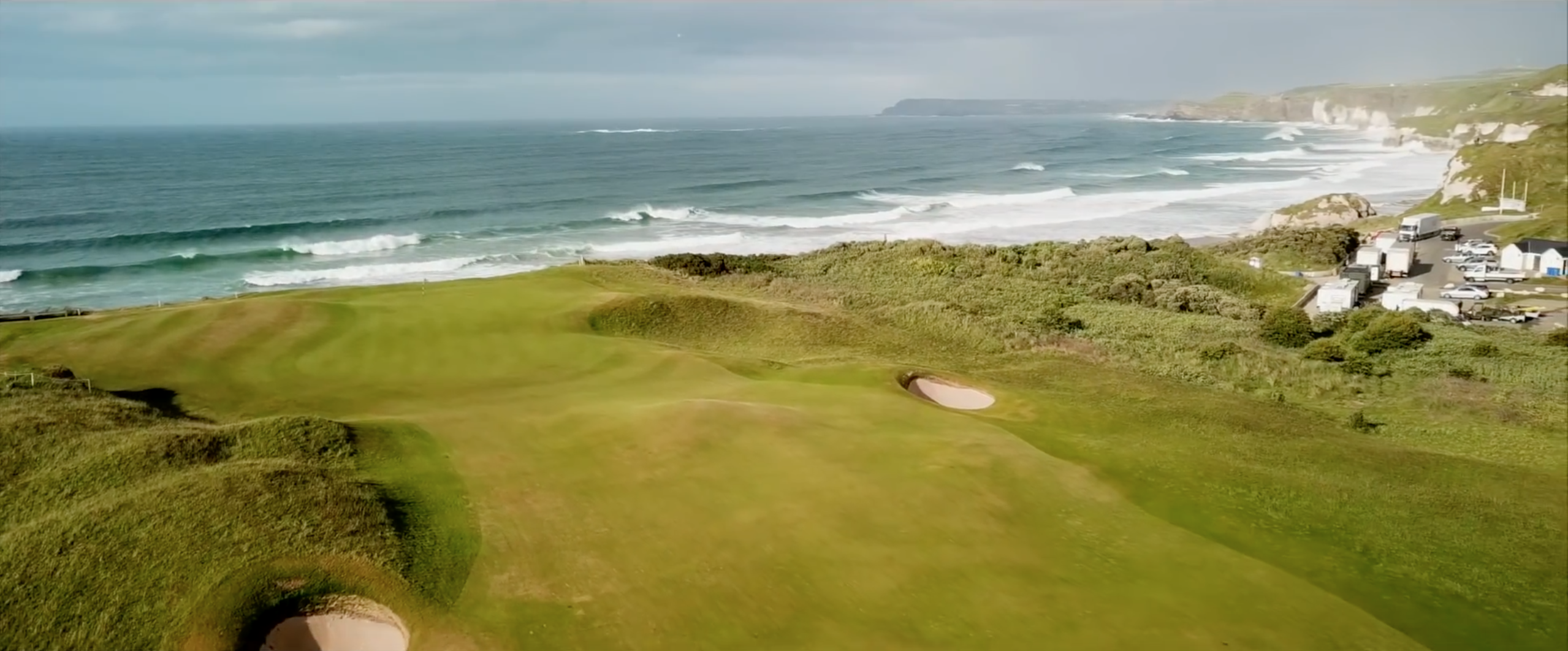
تقام بطولة الغولف المفتوحة في موقع ساحلي، مثل رويال بورترش (في الصورة).

### ملعب لينكس للغولف
تقام بطولة الغولف المفتوحة دائمًا على ملعب ساحلي. غالبًا ما يتم وصف لعبة الغولف على أنها الشكل "الأنقى" من لعبة الغولف وتظل مرتبطة بالطريقة التي نشأت بها اللعبة في اسكتلندا في القرن الخامس عشر. التضاريس مفتوحة، وغالبًا ما تكون خالية من أي أشجار، وعادةً ما تكون متموجة بقاعدة رملية. غالبًا ما تكون ملاعب الغولف مصممة بشكل أساسي بواسطة الطبيعة، وليس "مبنية". يلعب الطقس، وخاصة الرياح، دورا هاما، وعلى الرغم من وجود نسيم بري سائد، فإن التغييرات في اتجاه الرياح وقوتها على مدار البطولة قد تعني أنه يجب لعب كل جولة من جولات الغولف بشكل مختلف قليلا. تشتهر الملاعب أيضًا بالمخابئ العميقة وشجيرات الغار التي تشكل المنطقة "الخشنة". غالبًا ما يقوم لاعب الغولف الذي يلعب على ملعب الغولف بتكييف لعبته بحيث تكون رحلة الكرة منخفضة وبالتالي تتأثر بشكل أقل بالرياح، ولكن هذا سيجعل التحكم في المسافة أكثر صعوبة. كما أن سرعة الخضرة تكون أبطأ بسبب الظروف العاصفة مما قد يعتاد عليه لاعب الغولف في بطولة بي جي إيه ‏، وذلك لتجنب تحرك الكرة بفعل هبوب الرياح.

### ملعب أولد كورس في سانت أندروز

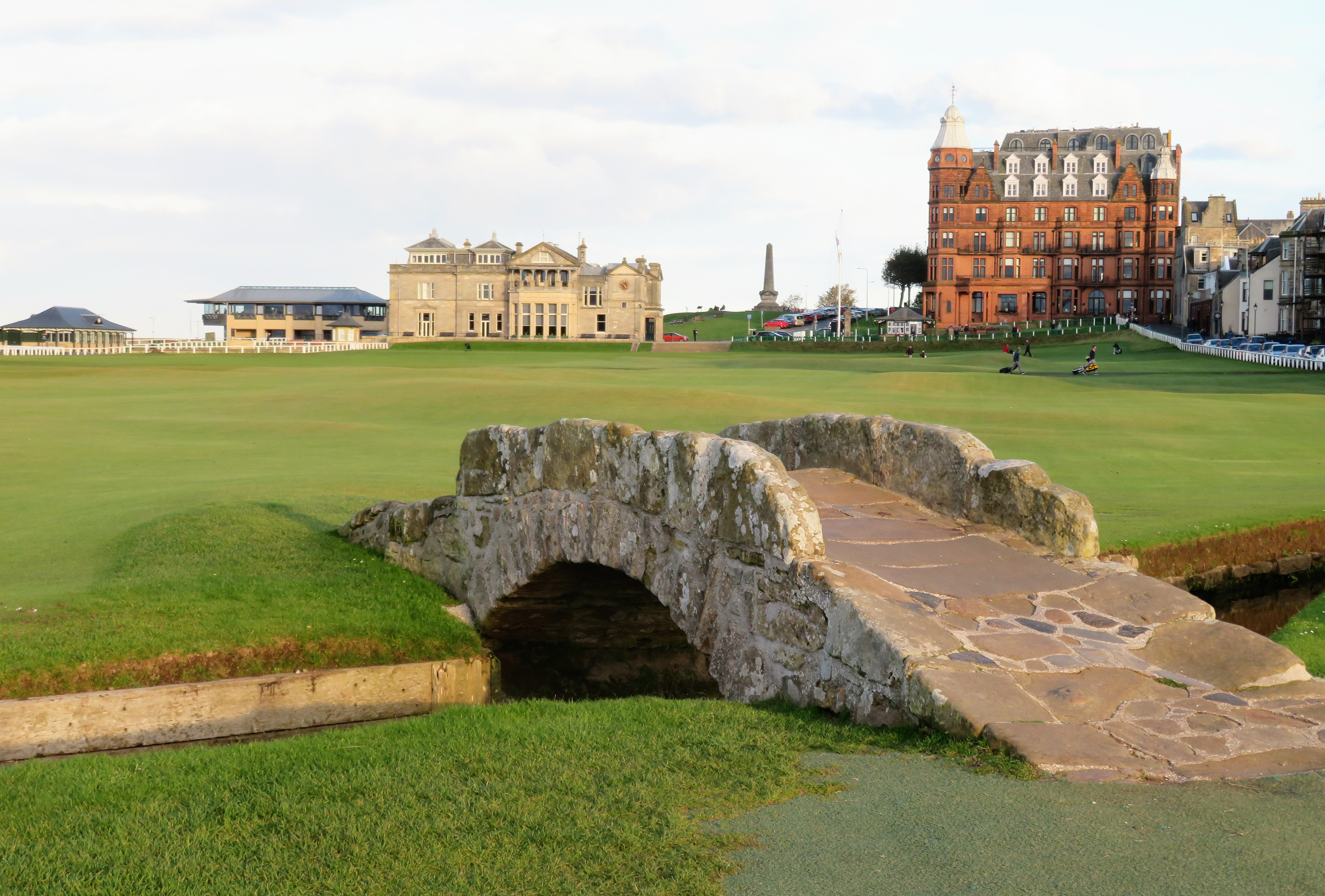
جسر سويلكن مع نادي سانت أندروز في الخلفية

يُعتبر ملعب سانت أندروز القديم ‏ أقدم ملعب للغولف في العالم، ويُعتبر الفوز بالبطولة المفتوحة هناك على نطاق واسع أحد أهم الإنجازات في رياضة الغولف. نظرًا للوضع الخاص للملعب القديم، تُقام بطولة الغولف المفتوحة هناك عمومًا مرة كل خمس سنوات في العصر الحديث، بشكل أكثر تكرارًا من الملاعب الأخرى المستخدمة في بطولة الغولف المفتوحة.
في كثير من الأحيان، يختار الأبطال السابقون بطولة سانت أندروز لتكون البطولة المفتوحة الأخيرة لهم. لقد أصبح من المعتاد النزول إلى الممر الثامن عشر وسط تصفيق حار من حشود المدرج، والتقاط الصور النهائية على جسر سويلكن ‏ مع النادي الخلاب والمدينة في الخلفية.

### تقديم الكأس

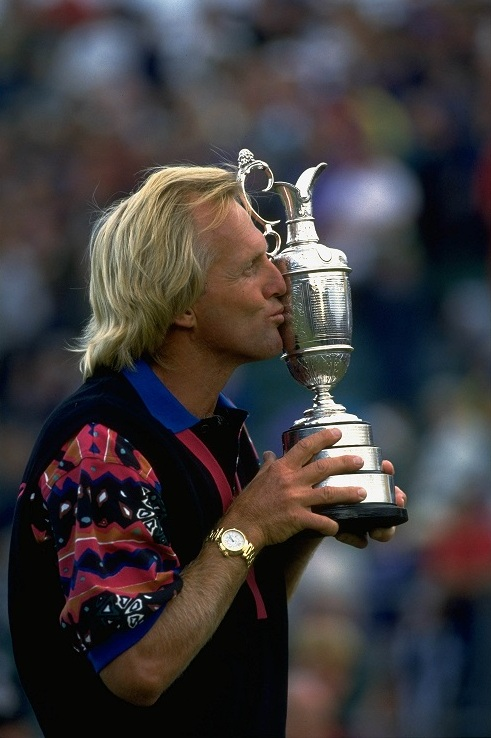
جريج نورمان يحمل إبريق كلاريت في مستشفى رويال سانت جورج عام 1993

الكأس المفتوحة هي كأس كلاريت ‏، والتي تُمنح للبطل منذ عام 1873 (تم منحها لأول مرة إلى الشاب توم موريس في عام 1872، إلا أن الكأس لم تكن جاهزة في الوقت المناسب – وكان اسمه أول من نُقش عليها). الكأس الأصلية موجودة بشكل دائم في نادي آر & إيه في سانت أندروز. ولذلك، فإن الكأس التي يتم تقديمها في كل بطولة مفتوحة هي نسخة طبق الأصل يحتفظ بها الفائز لمدة عام. كان من مسؤولية الفائز أن ينقش اسمه على الكأس، لكن الفائز عام 1967 روبرتو دي فيسينزو ‏ أعاد الكأس دون أن يفعل ذلك. وبعد ذلك، يتم نقش اسم الفائز عليها عند تقديمها، مما يؤدي في كثير من الأحيان إلى تكهنات المعلقين التلفزيونيين حول الوقت الآمن لبدء النقاش.
يتم الإعلان عن الفائز بالبطولة المفتوحة باعتباره "بطل الغولف لهذا العام"، وهو اللقب الذي تم استخدامه منذ أول بطولة مفتوحة في عام 1860. سوف يقف دائمًا لالتقاط الصور مع الكأس جالسًا على أحد المخابئ المميزة. قال الفائز ثلاث مرات جاك نيكلاوس إن حمل إبريق كلاريت كان مثل حمل "طفل حديث الولادة"، وعن اللاعبين الآخرين الذين وضعوا الشمبانيا أو المشروبات الأخرى داخله للاحتفال بفوزهم في البطولة المفتوحة، قال "لم أستخدم إبريق كلاريت أبدًا لأي شيء آخر غير ما يرمز إليه – بطل الغولف لهذا العام".

## الاسم
أقيم الحدث الأول كبطولة دعوة، ولكن في العام التالي أعلن نادي بريستويك للغولف ‏ أن "الحزام... في جميع المناسبات المستقبلية، سيكون مفتوحًا لجميع أنحاء العالم". في سنواتها الأولى كان يُشار إليها غالبًا باسم البطولة، ولكن مع ظهور بطولة الهواة في عام 1885، أصبح من الشائع الإشارة إليها باسم البطولة المفتوحة أو ببساطة المفتوحة. ألهمت البطولة هيئات وطنية أخرى لتقديم بطولات الغولف المفتوحة ‏ الخاصة بها، مثل بطولة الولايات المتحدة المفتوحة ‏، والعديد من البطولات الأخرى في وقت لاحق. ولتمييزها عن بطولاتها الوطنية المفتوحة، أصبح من الشائع في العديد من البلدان الإشارة إلى البطولة باسم "البطولة المفتوحة البريطانية". واستمرت هيئة آر & إيه ‏ (منظم البطولة) في الإشارة إليها باسم البطولة المفتوحة. خلال فترة ما بين الحربين العالميتين، وهي الفترة التي شهدت فوز العديد من الفرق من الولايات المتحدة، كان مصطلح بطولة بريطانيا المفتوحة يُستخدم أحيانًا أثناء حفل توزيع الجوائز وفي الصحف البريطانية.
في عام 2017، صرح ممثل آر & إيه ‏ علنًا أنه من الأولويات "القضاء على مصطلح بطولة بريطانيا المفتوحة" والحصول على هوية واحدة وعلامة تجارية واحدة لـ "البطولة المفتوحة" في جميع البلدان. يشير شركاء البطولة، مثل جولة بي جي إيه، الآن إلى البطولة بدون كلمة "بريطانية" في العنوان، ويُطلب من أصحاب حقوق الوسائط تعاقديًا الإشارة إلى الحدث باسم البطولة المفتوحة، وقد أصدر الموقع الرسمي بيانًا بعنوان "لماذا يُطلق عليه اسم 'البطولة المفتوحة' وليس "بطولة بريطانيا المفتوحة'" ينص على أن "البطولة المفتوحة هو الاسم الصحيح للبطولة. وهو أيضًا الاسم الأكثر ملاءمة". وقد أثار موقف آر & إيه انتقادات من بعض المعلقين.
كما تدير آر & إيه أيضًا بطولة بطولة الكبار المفتوحة، وهي البطولة المكافئة للبطولة المفتوحة لمن تزيد أعمارهم عن 50 عامًا، والتي كانت تُعرف رسميًا باسم "بطولة بريطانيا المفتوحة للكبار" منذ إنشائها في عام 1987 حتى عام 2007، عندما تم إسقاط كلمة (بالإنجليزية: British) من الاسم. بطولة السيدات المفتوحة ‏، التي يراها البعض بمثابة المعادل النسائي لبطولة الغولف المفتوحة (على الرغم من أنها لا تُقام دائمًا على ملعب للغولف على عكس بطولة الغولف المفتوحة، ولم تُدار بواسطة آر & إيه حتى عام 2017) كانت تُعرف رسميًا باسم "بطولة السيدات البريطانية المفتوحة" منذ إنشائها في عام 1976 حتى عام 2020، عندما تم إسقاط كلمة "بريطانية" من الاسم كجزء من صفقة رعاية مع المجموعة الدولية الأمريكية.

## الحالة
تُعد بطولة الغولف المفتوحة واحدة من بطولات الغولف الكبرى للرجال في رياضة الغولف، وهي حدث رسمي في جولة بي جي إيه، والجولة الأوروبية، وجولة الغولف اليابانية.
بدأت بطولة الغولف المفتوحة في عام 1860، ولعدة سنوات لم تكن الحدث الأكثر متابعة في رياضة الغولف، حيث كانت المباريات التحدي بين أفضل لاعبي الغولف تحظى بمتابعة أكثر وتجذب حشودًا أكبر. سيطرت الثلاثية العظيمة ‏ على بطولة الغولف المفتوحة بين عامي 1894 و1914 وكانت مسؤولة بشكل أساسي عن تشكيل رابطة محترفي الغولف ‏ في عام 1901 والتي كان لها تأثير كبير في تعزيز الاهتمام بالغولف الاحترافي (وبالتالي بطولة الغولف المفتوحة) وزيادة معايير اللعب. بين الحربين العالميتين، تم الاحتفال على نطاق واسع بالانتصارات الأولى التي حققها الأمريكيون عندما كسروا الهيمنة التي كان يتمتع بها اللاعبون البريطانيون في السابق. بعد الحرب العالمية الثانية، وعلى الرغم من أن مكانة البطولة ظلت عالية في المملكة المتحدة ودول الكومنولث، فإن انخفاض قيمة الجائزة مقارنة بأحداث الولايات المتحدة وتكلفة السفر يعني مشاركة عدد أقل من الأميركيين. وقد استعادت الزيارات رفيعة المستوى والانتصارات التي حققها بن هوجان وأرنولد بالمر، ونمو الرحلات الجوية عبر الأطلسي ‏ الأرخص والأسرع، وإدخال التغطية التلفزيونية، مكانتها.
عندما تم ترسيخ المفهوم الحديث للبطولات بطولات الغولف الكبرى للرجال، تم إدراج بطولة الغولف المفتوحة كواحدة من تلك البطولات الأربع. وبذلك أصبحت بطولة الغولف المفتوحة الآن واحدة من البطولات الأربع بطولات الغولف الكبرى للرجال في رياضة الغولف، إلى جانب بطولة الولايات المتحدة المفتوحة ‏، وبطولة بي جي إيه ‏، وبطولة الماسترز. مصطلح "الكبرى" هو مصطلح غير رسمي معترف به عالميًا يستخدمه اللاعبون ووسائل الإعلام ومتابعو الغولف لتحديد أهم البطولات، وغالبًا ما يستخدم الأداء فيها لتحديد مسيرة أفضل لاعبي الغولف. غالبًا ما يكون هناك نقاش بين مجتمع الغولف حول ما إذا كانت بطولة الغولف المفتوحة أو بطولة الولايات المتحدة المفتوحة ‏ أو بطولة الماسترز هي البطولة الكبرى الأكثر شهرة، ولكن الآراء تختلف (غالبًا ما ترتبط بالجنسية). تُعتبر بطولة بي جي إيه ‏ عادةً الأقل شهرة بين البطولات الأربع.
من حيث الاعتراف الرسمي، أصبحت البطولة حدثًا ضمن الجولة الأوروبية منذ تأسيسها في عام 1972. في عام 1995، تم إدراج أموال الجوائز التي يتم الفوز بها في بطولة الغولف المفتوحة في قائمة الأموال الرسمية لجولة بي جي إيه لأول مرة، وهو التغيير الذي تسبب في زيادة عدد المشاركات الأمريكية. بالإضافة إلى ذلك، تم تعديل جميع مواسم بي جي إيه Tour السابقة بأثر رجعي لتشمل البطولة المفتوحة في الأموال الرسمية وإحصائيات الفوز. في الوقت الحالي، تعد البطولة المفتوحة، إلى جانب البطولات الثلاث الكبرى الأخرى وبطولة اللاعبين ‏، من البطولات من الدرجة الأولى في بطولة كأس فيديكس ‏ التابعة لـ بي جي إيه، حيث تقدم نقاطًا أكثر من أي حدث آخر غير تصفيات. تُعد البطولة المفتوحة أيضًا حدثًا رسميًا في جولة اليابان للغولف.

## الهيكل

### التصفيات
تم تقديم التصفيات في عام 1907، وعلى مدار الجزء الأكبر من تاريخها، كان يتعين على جميع اللاعبين الخضوع لعملية التأهل. في العصر الحديث، يحصل غالبية اللاعبين على إعفاء من التأهيل الذي يُمنح للأداء السابق في بطولة الغولف المفتوحة، أو الأداء في البطولات العالمية رفيعة المستوى (مثل بطولات الغولف الكبرى للرجال الأخرى)، أو الأداء في جولات الغولف الكبرى، أو المركز العالي في التصنيف العالمي الرسمي للغولف (OWGR). كما يتم إعفاء خمسة هواة من التأهل من خلال الفوز بألقاب عالمية مختلفة للهواة بشرط أن يحافظوا على وضعهم كهواة قبل البطولة المفتوحة.
هناك طريقة أخرى للتأهل وهي إنهاء البطولة في مركز متقدم في سلسلة التصفيات المفتوحة للأحداث العالمية، والتي تتكون من حوالي اثني عشر حدثًا جوليًا في جميع أنحاء العالم، وتديرها منظمات غولف محلية مختلفة.
أي لاعب غولف محترف ذكر، أو لاعب غولف هاوٍ ذكر لا يتجاوز مستوى إعاقته في اللعب 0.4 (أي الصفر) أو كان ضمن قائمة التصنيف العالمي للغولف للهواة ‏ من 1 إلى 2000 خلال العام التقويمي الحالي، وأي لاعبة غولف أنهت في المراكز الخمسة الأولى وتعادلت في أحدث نسخة من أي من البطولات الخمس الكبرى للسيدات، ‏ مؤهلة للدخول في التصفيات المحلية. إذا قدموا أداءً جيدًا، فسوف ينتقلون إلى التصفيات النهائية، وهي عبارة عن أربع فعاليات متزامنة لمدة يوم واحد، كل منها مكون من 36 حفرة، تقام في جميع أنحاء المملكة المتحدة، ويتأهل 12 لاعبًا إلى البطولة المفتوحة. إذا كانت هناك أي أماكن متبقية، فسيتم تشكيل البدلاء من اللاعبين الأعلى تصنيفًا في التصنيف العالمي الرسمي للغولف والذين لم يتأهلوا بالفعل، مما يرفع إجمالي الميدان إلى 156 لاعبًا.
في عام 2018، أعطى التصنيف العالمي لقوة اللاعبين بطولة الغولف المفتوحة تصنيف قوة ميدانية بلغ 902 (الحد الأقصى الممكن هو 1000 إذا كان أفضل 200 لاعب في العالم جميعًا في بطولة واحدة). لم يتفوق على ذلك سوى بطولة بي جي إيه ‏، وهي بطولة تستهدف بشكل نشط تصنيف قوة عالية في الميدان.

### التنسيق
الحقل: 156 لاعب
التنسيق الأساسي: لعب 72 حفرة. العب 18 حفرة يوميًا على مدار أربعة أيام، إذا سمح الطقس بذلك.
تاريخ البطولة: يبدأ في اليوم السابق للجمعة الثالثة من شهر يوليو.
أيام البطولة: من الخميس إلى الأحد.
أوقات انطلاق اللعبة: لكل لاعب وقت انطلاق صباحي وآخر بعد الظهر في أول يومين في مجموعات من ثلاثة لاعبين، يتم اختيارهم عشوائيًا في الغالب (مع مراعاة بعض تقدير المنظم). في اليومين الأخيرين، يُقام تجمع من لاعبين اثنين، حيث يبدأ صاحب المركز الأخير بالانطلاق، ويخرج المتصدرون في آخر المطاف..
كت: بعد 36 حفرة، فقط أفضل 70 لاعبًا وتعادلًا يلعبون آخر 36 حفرة.
مباراة فاصلة: إذا كان هناك تعادل في الصدارة بعد 72 حفرة، يتم إجراء مباراة فاصلة لمجموع ثلاث حفر؛ يتبعها الموت المفاجئ إذا كان التقدم لا يزال متعادلاً.

## الجوائز
حتى عام 2016، كان يتم دائمًا تحديد قيمة الجائزة ودفعها بالجنيه الإسترليني (£)، ولكن تم تغييرها في عام 2017 إلى الدولار الأمريكي ($) تقديرًا لحقيقة أنها العملة الأكثر اعتمادًا على نطاق واسع لجوائز المال في لعبة الغولف.

### جوائز ومزايا البطل

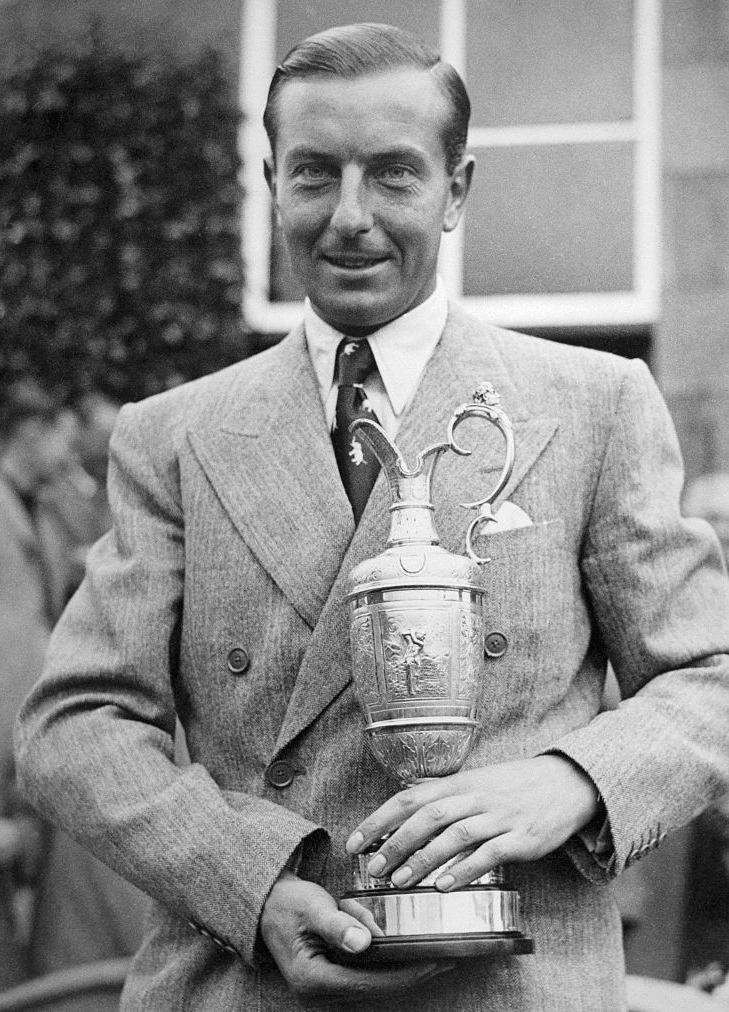
يحمل بعد فوزه ببطولة الغولف المفتوحة عام 1937

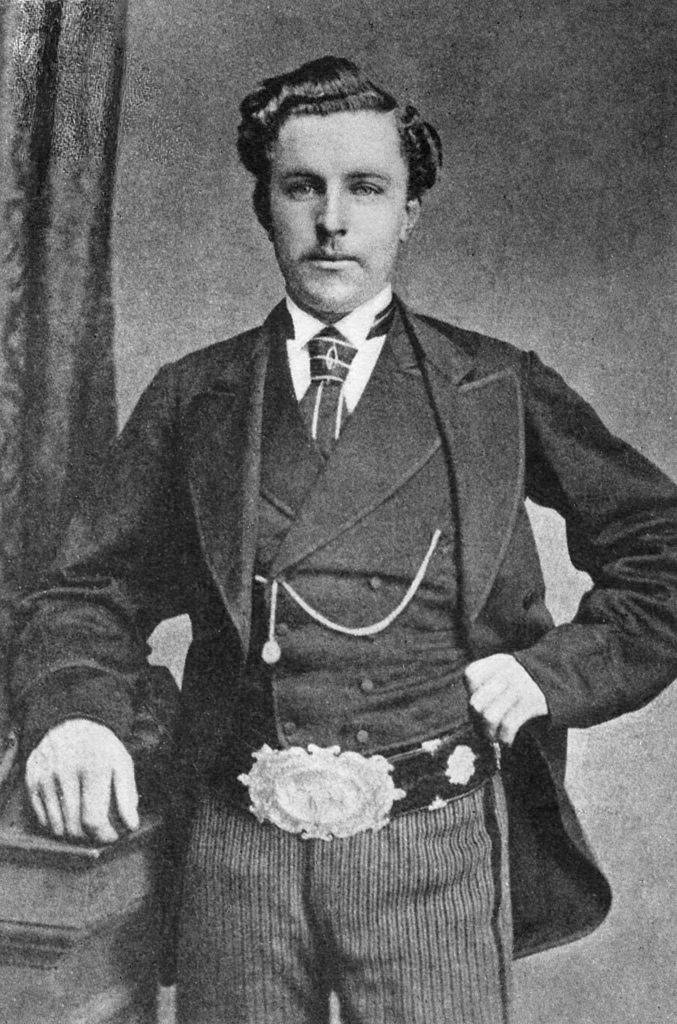
يونغ توم موريس (ق. 1873) تمكن من الاحتفاظ بالكأس الأصلية، ، بعد الفوز بثلاث بطولات مفتوحة متتالية (1868 إلى 1870).

ويحصل البطل على الجوائز وجائزة مالية للفائز والعديد من الإعفاءات من جولات وبطولات الغولف ‏ العالمية. ومن المرجح أيضًا أن يحصل على مكافأة الفائز من رعاته. الجوائز والامتيازات المقدمة للبطل تشمل:
- كأس بطل الغولف  [لغات أخرى]‏ (المعروف عادة باسم كأس كلاريت). يحتفظ الفائز بالكأس حتى البطولة المفتوحة التالية، وفي هذه المرحلة يجب إعادتها، ويتم توفير نسخة طبق الأصل كبديل.[104][105]
- الميدالية الذهبية للفائز (تم منحها في الأصل عام 1872 عندما لم يكن إبريق كلاريت جاهزًا بعد، ومنذ ذلك الحين تم منحها لجميع الأبطال).[104][105]
- إذا كان الفائز محترفًا، فإن نصيب الفائز (18%) من الجائزة.[106]
- الدخول مضمون لجميع بطولات الغولف المفتوحة المستقبلية حتى سن 55 عامًا (60 عامًا قبل عام 2024)، والدخول إلى بطولات الغولف المفتوحة العشر التالية، حتى لو كان عمرك يزيد عن 55 عامًا.[107]
- الدخول إلى النسخ الخمس القادمة من بطولة الماسترز، وبطولة بي جي إيه  [لغات أخرى]‏، وبطولة الولايات المتحدة المفتوحة  [لغات أخرى]‏.[104]
- عضوية لمدة خمس سنوات في جولة بي جي إيه والجولة الأوروبية.[104][108]
- الدخول إلى النسخة القادمة من بطولة أبطال دبليو جي سي–إتش إس بي سي  [لغات أخرى]‏.[109]
- الدخول إلى النسخ الخمس التالية من بطولة اللاعبين  [لغات أخرى]‏، والبطولات الخمس الدعوية (دعوة جينيسيس، وبطولة فورت وورث للدعوة، وبطولة أرنولد بالمر للدعوة  [لغات أخرى]‏، وتراث آر بي سي  [لغات أخرى]‏، وبطولة تذكارية  [لغات أخرى]‏) في جولة بي جي إيه.[110]
- دعوات تلقائية لثلاث من البطولات الخمس الكبرى بمجرد بلوغهم سن الخمسين؛ ويتلقون دعوة لمدة عام لبطولة الولايات المتحدة المفتوحة للكبار  [لغات أخرى]‏ ودعوة مدى الحياة لبطولة بي جي إيه للكبار  [لغات أخرى]‏ وبطولة الكبار المفتوحة  [لغات أخرى]‏.[111][112][113]
- كأس فيديكس  [لغات أخرى]‏، سباق دبي، كأس رايدر / كأس الرؤساء  [لغات أخرى]‏، ونقاط التصنيف العالمي الرسمي للغولف.[104]

من عام 1860 إلى عام 1870، حصل الفائز على حزام التحدي. عندما تم منح هذه الجائزة إلى الشاب توم موريس بشكل دائم للفوز بثلاث بطولات متتالية، تم استبدالها بالميدالية الذهبية (منذ عام 1872 فصاعدًا)، وكأس كلاريت (منذ عام 1873 فصاعدًا).

### جوائز وفوائد أخرى، بناءً على المركز النهائي
هناك العديد من الفوائد من الحصول على مرتبة متقدمة في البطولة المفتوحة، وهي:
- ويحصل كل من المتسابقين الثاني والثالث على طبق فضي.[114]
- إذا كان اللاعب محترفًا، فيحصل على حصة من المال. هناك منحنى توزيع لأولئك الذين نجحوا، حيث يحصل المركز الأول على 18%، والثاني 10.4%، والثالث 6.7%، والرابع 5.2%، والخامس 4.2%. وتستمر النسبة في الانخفاض حيث حصل المركز 21 على 1% والمركز 37 على 0.5%. حصل المحترفون الذين لم ينجحوا في اجتياز الاختبار على مبلغ يتراوح بين 7375 دولارًا أمريكيًا و4950 دولارًا أمريكيًا.[106]
- أفضل 10 لاعبين، بما في ذلك المتعادلين، يحصلون على الدخول إلى النسخة التالية من البطولة المفتوحة.[107]
- يحصل أفضل 4 لاعبين، بما في ذلك المتعادلين، على الدخول إلى النسخة التالية من بطولة الماسترز.[115]
- كأس فيديكس  [لغات أخرى]‏، سباق دبي، كأس رايدر / كأس الرؤساء  [لغات أخرى]‏، ونقاط التصنيف العالمي الرسمي للغولف.[104]

### ميداليات الهواة
منذ عام 1949، يحصل الهواة الرائد الذي يكمل الجولة النهائية على الميدالية الفضية. منذ عام 1972، أي هاوٍ آخر يتنافس في الجولة النهائية يحصل على الميدالية البرونزية. لا يحصل الهواة على جوائز مالية.

### جوائز رابطة لاعبي الغولف المحترفين (في بريطانيا العظمى وأيرلندا)
وتحتفل رابطة لاعبي الغولف المحترفين (في بريطانيا العظمى وأيرلندا) ‏ أيضًا بإنجازات أعضائها في البطولة المفتوحة.
- ميدالية رايل التذكارية – تُمنح منذ عام 1901 للفائز إذا كان عضوًا في بي جي إيه.[117][118]
- ميدالية برايد تايلور التذكارية – تُمنح منذ عام 1966 لأعلى عضو في رابطة لاعبي الغولف تحقيقًا للنقاط.[117][119]
- كأس توتينغ بيك  [لغات أخرى]‏ – تُمنح منذ عام 1924 لعضو رابطة محترفي الغولف الذي يسجل أدنى جولة واحدة خلال البطولة.[117][120]

تقتصر ميدالية برايد تايلور التذكارية وكأس توتينغ بيك على الأعضاء المولودين في المملكة المتحدة أو جمهورية أيرلندا أو الذين ولد أحد والديهم فيهما.

## الدورات
تقام بطولة الغولف المفتوحة دائمًا على ملاعب الغولف الساحلية في اسكتلندا أو إنجلترا أو أيرلندا الشمالية. كان نمط الاستضافة:
- 1860–1870: نادي بريستويك للغولف  [لغات أخرى]‏ هو المضيف الوحيد.
- 1872–1892: تناوب لمدة ثلاث سنوات بين أندية الغولف في بريستويك، وسانت أندروز، وموسلبرج (تم استبداله بمويرفيلد في عام 1892).
- 1893–1907: دورة مدتها خمس سنوات بين أندية بريستويك، ورويال سانت جورج  [لغات أخرى]‏، وسانت أندروز، ومويرفيلد، ورويال ليفربول  [لغات أخرى]‏ للغولف.[121][122]
- 1908–1939: تناوب لمدة ست سنوات، في البداية بين أندية بريستويك، ورويال سينك بورتس، وسانت أندروز، ورويال سانت جورج، ومويرفيلد، ورويال ليفربول للغولف، وبالتالي التناوب بين اسكتلندا وإنجلترا.[123][124] تم إجراء بعض التغييرات على جدول الدورات الستة بعد الحرب العالمية الأولى.
- 1946–1972: يستمر التناوب بين أندية الغولف الاسكتلندية والإنجليزية، ولكن بدون جدول زمني ثابت. وكانت الاستثناءات هي استضافة مدينة سانت أندروز للبطولة قبل وبعد الحرب العالمية الثانية، واستضافتها مدينة أيرلندا الشمالية للبطولة في عام 1951.
- منذ عام 1973: عادة ما يتم استضافة ثلاث دورات اسكتلندية ودورتين باللغة الإنجليزية خلال فترة خمس سنوات، بالتناوب في الغالب بين البلدين، مع استضافة سانت أندروز كل خمس سنوات تقريبًا. عادت أيرلندا الشمالية في عام 2019.[125]

### نظرة عامة
استضافت 14 دورة بطولة الغولف المفتوحة، مع وجود عشرة دورات نشطة حاليًا كجزء من الدورة، وتم سحب أربعة دورات من الدورة (كما هو موضح بالخط المائل). يظهر بين قوسين العام الذي تم فيه بناء ملعب الغولف في الأصل.
نادي بريستويك للغولف ‏ (1851): بريستويك هو المكان الأصلي للبطولة المفتوحة، وقد استضاف 24 بطولة مفتوحة في المجموع، بما في ذلك أول 12 بطولة. صمم توم موريس القديم ملعب الغولف الأصلي المكون من 12 حفرة، ولكن تم إعادة تصميمه وتوسيعه لاحقًا ليصبح ملعبًا مكونًا من 18 حفرة في عام 1882. أدت مشاكل الاكتظاظ الخطيرة في بريستويك في عام 1925 إلى عدم استخدام الملعب مرة أخرى للبطولة المفتوحة، وتم استبداله بملعب كارنوستي للغولف ‏ باعتباره الملعب الاسكتلندي الثالث.
الملعب القديم في سانت أندروز ‏ (1552): يُعتبر أقدم ملعب غولف في العالم، ويُشار إليه باسم "موطن الغولف". في عام 1764، قامت جمعية لاعبي الغولف في سانت أندروز بتقليص عدد حفر الملعب من 22 إلى 18 حفرة، وأنشأت ما أصبح الجولة القياسية للغولف في جميع أنحاء العالم. تشمل الميزات الشهيرة "مخبأ الجحيم" (الرابع عشر) وحفرة الطريق (السابع عشر). بسبب مكانتها الخاصة، تستضيف سانت أندروز عادةً بطولة المفتوحة كل خمس سنوات في العصر الحديث. تم تصميمها ليتم لعبها في ظل الرياح، لذا قد تؤدي إلى نتائج منخفضة في ظل ظروف جيدة.
ملعب ماسلبورج لينكس (حوالي عام 1672): ملعب مكون من 9 حفر استضاف ست بطولات مفتوحة حيث استخدمته شركة إدنبرة للغولف، أحد منظمي بطولة المفتوحة بين عامي 1872 و1920. عندما قامت الشركة الموقرة ببناء ملعبها الخاص في عام 1891 (مويرفيلد)، تولت مهام الاستضافة. لم يكن مسلبرج سعيدًا بهذا الأمر وقام بتنظيم مسابقة "مفتوحة" أخرى قبل حدث مويرفيلد، وكانت الجائزة المالية أكبر.
مويرفيلد (1891): تم بناؤه بواسطة شركة إدنبرة غولفرز المحترمة ليحل محل مسلبيرج في الدورة. تشتهر هذه الدورة بالترتيب الدائري الذي تتمتع به، مما يعني أن اتجاه الرياح في كل حفرة يتغير، مما قد يجعل التنقل فيها أمرًا صعبًا. تم إزالته لفترة وجيزة من القائمة في 2016–17 بسبب عدم وجود أي أعضاء من الإناث.
نادي رويال سانت جورج للغولف ‏ (1887): يشار إليه غالبًا باسم ساندويتش. أول مكان يستضيف البطولة في إنجلترا، والمكان الوحيد في القائمة الحالية في جنوب إنجلترا ‏. لقد مرت 32 عامًا دون استضافة بين عامي 1949 و1981، ولكنها عادت بعد إعادة بناء ثلاثة حفر، وتغيير نقطة الانطلاق إلى حفرتين أخريين، وتحسين روابط الطرق. معروف بوجود أعمق حفرة في الجولة (الحفرة الرابعة).
نادي رويال ليفربول للغولف ‏ (1869): يشار إليه غالبًا باسم هويلك. لم يستضيف نادي رويال ليفربول أي مباريات لمدة 39 عامًا بين عامي 1967 و2006، لكنه عاد بعد إجراء تغييرات على الملاعب الرملية والمخابئ والخضر. في عام 2006، فاز تايجر وودز باستخدام سائقه مرة واحدة فقط.
نادي رويال سينك بورتس للغولف ‏ (1892): استضاف بطولتي 1909 و1920، وكان من المقرر أن يستضيفهما في عامي 1938 و1949، ولكن تم نقلهما إلى نادي رويال سانت جورج للغولف ‏ بسبب المد والجزر المرتفع بشكل غير طبيعي الذي أدى إلى غمر الملعب. لقد تم إزالته من الجدول ولكن لا يزال يستخدم للتأهيل.
نادي رويال تروون للغولف (1878): تم استخدامه لأول مرة في عام 1923 بدلاً من مويرفيلد عندما "كانت هناك بعض الشكوك حول رغبة شركة إدنبرة للغولف في استخدام ملعبها للحدث". تم إعادة تصميمه وإطالته وتعزيزه على يد جيمس برايد ‏ قبل فترة وجيزة من انعقاد أول بطولة مفتوحة له. تشمل الميزات الشهيرة الحفرة الثامنة "طابع بريدي"، والحفرة السادسة التي يبلغ طولها 601 ياردة.
نادي رويال ليثام وسانت آنز للغولف ‏ (1886): ملعب قصير نسبيًا، لكنه يحتوي على 167 حفرة رملية تتطلب الدقة. يقع في الداخل قليلاً حيث تم بناء بعض المنازل الساحلية منذ افتتاح الملعب لأول مرة.
ملعب كارنوستي للغولف ‏ (1835): حل محل ملعب بريستويك بعد أن لم يعد مناسبًا للبطولة المفتوحة. لقد خضعت لبعض التعديلات قبل بطولة عام 1999 المفتوحة. يُعتقد أنها من أصعب ملاعب بطولة الغولف المفتوحة، وخاصةً آخر ثلاث حفر، ويتذكرها الجميع جيدًا عندما ارتكب جان فان دي فيلدي ‏ خطأً ثلاثيًا في الحفرة الثامنة عشرة عندما كان يحتاج فقط إلى خطأ مزدوج للفوز.
نادي برينس للغولف ‏ (1906): استضافه مرة واحدة فقط في عام 1932. تم إعادة تصميمه في عام 1950 بسبب أضرار الحرب.
نادي رويال بورتراش للغولف ‏ (1888): المكان الوحيد الذي استضاف بطولة الغولف المفتوحة خارج إنجلترا واسكتلندا عندما استضافها في عام 1951. مع تراجع الاضطرابات في أيرلندا الشمالية بشكل كبير منذ اتفاق الجمعة العظيمة عام 1998، وبعد الاستضافة الناجحة لبطولة أيرلندا المفتوحة، ‏ عادت البلاد كدولة مضيفة في عام 2019. خضع الملعب لتغييرات كبيرة قبل بطولة 2019 المفتوحة، بما في ذلك استبدال الحفرتين 17 و18، والتي وفرت أيضًا مساحة للمتفرجين والضيافة المؤسسية التي تتطلبها البطولات الكبرى الحديثة.
نادي رويال بيركديل للغولف ‏ (1894): تم إعادة تصميمه على نطاق واسع من قبل فريد هوتري وجيه إتش تايلور لإنشاء التصميم الحالي في عام 1922، وهو معروف بكثبانه الرملية الشاهقة التي تحيط بالممرات. غالبًا ما يتم تصنيفه كأفضل مكان مفتوح في إنجلترا.

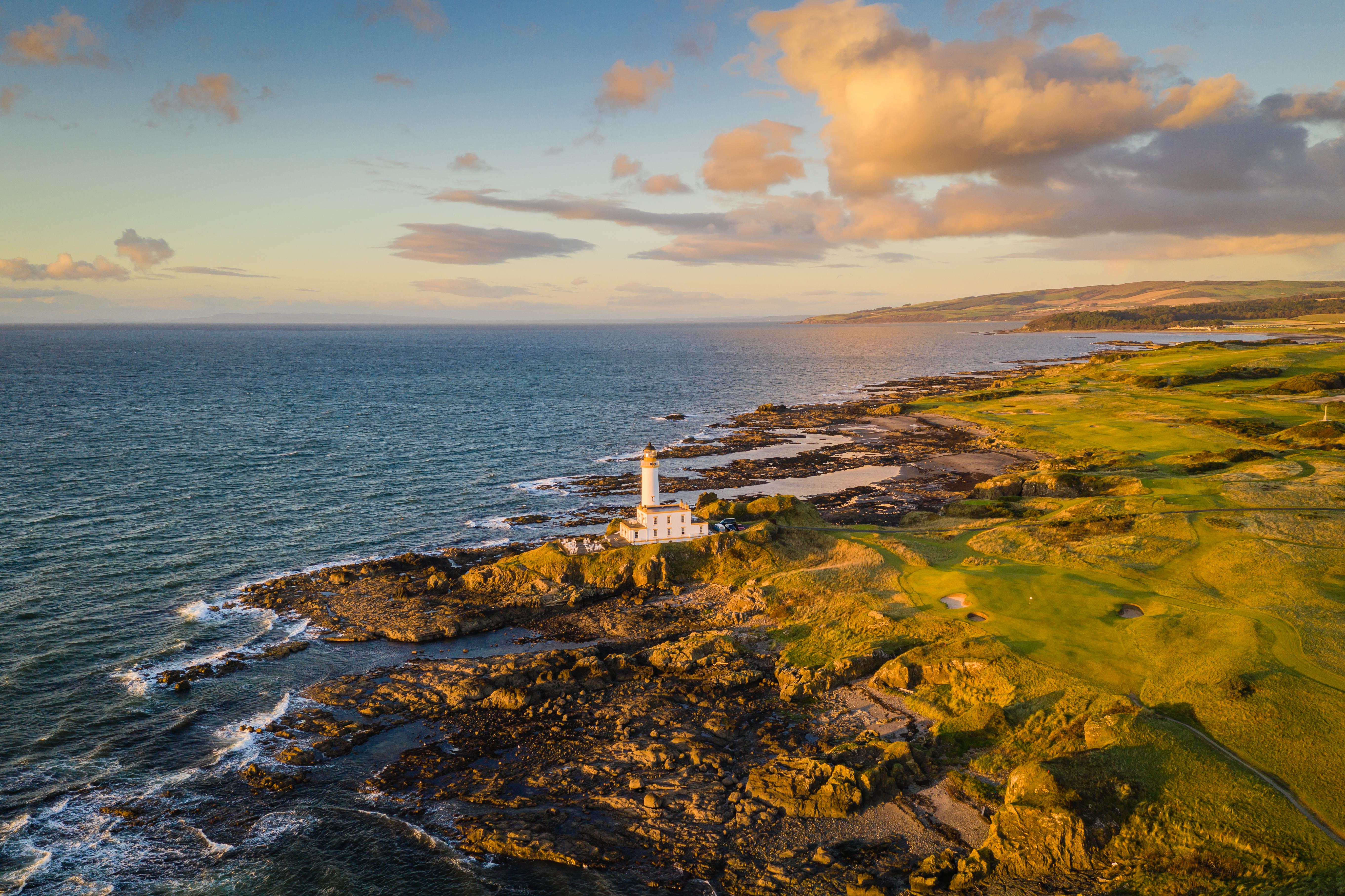
منارة تيرنبيري عند غروب الشمس محاطة بملعب الغولف

تيرنبيري (1906): ظهرت لأول مرة في بطولة المفتوحة عام 1977، عندما لعب توم واتسون وجاك نيكلاوس مبارزة في الشمس الشهيرة. يُعرف بأنه أحد أكثر الأماكن الخلابة في بطولة الغولف المفتوحة، وقد اشتراه دونالد ترامب في عام 2014، وأنفق مبالغ كبيرة على تجديد الملعب. في 11 يناير 2021، في أعقاب هجوم مبنى الكابيتول الأمريكي عام 2021 في الأسبوع السابق، أعلنت آر & إيه أنها لن تقيم بطولة في تيرنبيري "في المستقبل المنظور".

### سجل استضافة كل دورة
| الدورة                | #  | سنوات الاستضافة |
| --------------------- | -- | --- |
| بريستويك              | 24 | 1860 ‏، 1861 ‏، 1862 ‏، 1863 ‏، 1864 ‏، 1865 ‏، 1866 ‏، 1867 ‏، 1868 ‏، 1869 ‏، 1870 ‏، 1872 ‏، 1875 ‏، 1878 ‏، 1881 ‏، 1884 ‏، 1887 ‏، 1890 ‏، 1893 ‏، 1898 ‏، 1903 ‏، 1908 ‏، 1914 ‏، 1925 ‏                                         |
| سانت أندروز           | 30 | 1873 ‏، 1876 ‏، 1879 ‏، 1882 ‏، 1885 ‏، 1888 ‏، 1891 ‏، 1895 ‏، 1900 ‏، 1905 ‏، 1910 ‏، 1921 ‏، 1927 ‏، 1933 ‏، 1939 ‏، 1946 ‏، 1955 ‏، 1957 ‏، 1960 ‏، 1964 ‏، 1970 ‏، 1978 ‏، 1984 ‏، 1990 ‏، 1995 ‏، 2000، 2005 ‏، 2010 ‏، 2015 ‏، 2022 |
| مسلبرغ                | 6  | 1874 ‏، 1877 ‏، 1880 ‏، 1883 ‏، 1886 ‏، 1889 ‏ |
| مويرفيلد              | 16 | 1892 ‏، 1896 ‏، 1901 ‏، 1906 ‏، 1912 ‏، 1929 ‏، 1935 ‏، 1948 ‏، 1959 ‏، 1966 ‏، 1972 ‏، 1980 ‏، 1987 ‏، 1992 ‏، 2002 ‏، 2013 ‏                                                                                                 |
| رويال ترون            | 10 | 1923 ‏، 1950 ‏، 1962 ‏، 1973 ‏، 1982 ‏، 1989 ‏، 1997، 2004 ‏، 2016 ‏، 2024 |
| كارنوستي              | 8  | 1931 ‏، 1937 ‏، 1953 ‏، 1968 ‏، 1975 ‏، 1999، 2007 ‏، 2018 ‏ |
| تيرنبيري              | 4  | 1977 ‏، 1986 ‏، 1994 ‏، 2009 ‏ |
| إسكتلندا              | 98 | 048 ! |
| رويال سانت جورج       | 15 | 1894 ‏، 1899 ‏، 1904 ‏، 1911 ‏، 1922 ‏، 1928 ‏، 1934 ‏، 1938 ‏، 1949 ‏، 1981 ‏، 1985 ‏، 1993 ‏، 2003 ‏، 2011 ‏، 2021 |
| ليفربول الملكي        | 13 | 1897 ‏، 1902 ‏، 1907 ‏، 1913 ‏، 1924 ‏، 1930 ‏، 1936 ‏، 1947 ‏، 1956 ‏، 1967 ‏، 2006 ‏، 2014 ‏، 2023 |
| رويال سينك بورتس      | 2  | 1909 ‏، 1920 ‏ |
| رويال ليثام وسانت آنز | 11 | 1926 ‏، 1952 ‏، 1958 ‏، 1963 ‏، 1969 ‏، 1974 ‏، 1979 ‏، 1988 ‏، 1996، 2001، 2012 ‏ |
| برينس                 | 1  | 1932 ‏ |
| رويال بيركديل         | 10 | 1954 ‏، 1961 ‏، 1965 ‏، 1971 ‏، 1976 ‏، 1983 ‏، 1991 ‏، 1998، 2008 ‏، 2017 ‏ |
| إنجلترا               | 52 | 049 ! |
| رويال بورتراش         | 2  | 1951 ‏، 2019 |
| أيرلندا الشمالية      | 2  | 050 ! |

المراجع:

### الأماكن المستقبلية
| العام | النسخة | الدورة                         | المدينة     | المقاطعة  | البلد            | التواريخ    | آخر استضافة | م.      |
| ----- | ------ | ------------------------------ | ----------- | --------- | ---------------- | ----------- | ----------- | ------- |
| 2025  | 153    | نادي رويال بورتراش للغولف ‏     | بورتراش     | أنتريم    | أيرلندا الشمالية | 17–20 يوليو | 2019        | [ 161 ] |
| 2026  | 154    | نادي رويال بيركديل للغولف ‏     | ساوثبورت    | ميرسيسايد | إنجلترا          | 16–19 يوليو | 2017        | [ 162 ] |
| 2027  | 155    | ملعب أولد كورس في سانت أندروز ‏ | سانت أندروز | فايف      | اسكتلندا         | 15–18 يوليو | 2022        | [ 163 ] |

## السجلات
- أكبر فائز: أولد توم موريس (46 سنوات و102 أيام)، 1867.
- أصغر فائز: توم موريس الشاب (17 سنوات و156 أيام)، 1868.[164]
- أكثر الانتصارات: 6، هاري فاردون  [لغات أخرى]‏ (1896، 1898، 1899، 1903، 1911، 1914).
- أكبر عدد من الانتصارات المتتالية: 4، يونغ توم موريس (1868، 1869، 1870، 1872 – لم تكن هناك بطولة في عام 1871).
- أدنى نتيجة بعد 36 حفرة: 129، لويس أوستويزن (64–65)، 2021.
- أقل نتيجة بعد 54 حفرة: 197، شين لوري (67–67–63)، 2019.
- أقل نتيجة نهائية (72 حفرة): 264، هنريك ستينسون (68–65–68–63)، 2016.
- أقل نتيجة نهائية (72 حفرة) بالنسبة للبار: –20، هنريك ستينسون (68–65–68–63=264)، 2016؛ كاميرون سميث (67–64–73–64=268)، 2022.
- أكبر فارق في الفوز: 13 ضربة، أولد توم موريس، 1862. ظل هذا الرقم قياسيًا في جميع البطولات الكبرى حتى عام 2000، عندما فاز وودز ببطولة الولايات المتحدة المفتوحة بفارق 15 ضربة في بيبل بيتش  [لغات أخرى]‏. حقق فريق أولد توم فارقًا قدره 13 ضربة على مدار 36 حفرة.
- أدنى جولة: 62، براندن جريس  [لغات أخرى]‏، الجولة الثالثة، 2017؛ رقم قياسي لجميع البطولات الكبرى.
- أدنى جولة بالنسبة للبار: –9، بول برود هيرست، الجولة الثالثة، 1990؛ روري ماكلروي، الجولة الأولى، 2010.
- الفائزون من البداية إلى النهاية  [لغات أخرى]‏ (بعد 72 حفرة بدون تعادلات بعد الجولات): تيد راي في عام 1912، بوبي جونز في عام 1927، جين سارازين  [لغات أخرى]‏ في عام 1932، هنري كوتون  [لغات أخرى]‏ في عام 1934، توم وايسكوف  [لغات أخرى]‏ في عام 1973، تايجر وودز في عام 2005، وروري ماكلروي في عام 2014.[165]
- أكثر من حصل على المركز الثاني: 7، جاك نيكلاوس (1964، 1967، 1968، 1972، 1976، 1977، 1979).

## الفائزون
| 152                                                | 2024                                        | زاندر شوفيل ‏                                        | 275                           | −9                            | ضربتين                        | بيلي هورشيل ‏ جستن روس                                                                           | 17،000،000                    | 3،100،000                     | رويال تروون                                 |                               |
| 151                                                | 2023                                        | برايان هارمان                                       | 271                           | −13                           | 6 ضربات                       | جايسون داي توم كيم ‏ جون رام سيب ستراكا ‏                                                         | 16،500،000                    | 3،000،000                     | رويال ليفربول                               |                               |
| 150                                                | 2022                                        | كاميرون سميث                                        | 268                           | −20                           | ضربة واحدة                    | كاميرون يونغ ‏                                                                                   | 14،000،000                    | 2،500،000                     | سانت أندروز                                 |                               |
| 149                                                | 2021                                        | كولين موريكاوا                                      | 265                           | −15                           | ضربتين                        | جوردن سبيث                                                                                      | 11،500،000                    | 2،070،000                     | رويال سانت جورج ‏                            |                               |
| –                                                  | 2020                                        | ألغيت بسبب جائحة فيروس كورونا                       | ألغيت بسبب جائحة فيروس كورونا | ألغيت بسبب جائحة فيروس كورونا | ألغيت بسبب جائحة فيروس كورونا | ألغيت بسبب جائحة فيروس كورونا                                                                   | ألغيت بسبب جائحة فيروس كورونا | ألغيت بسبب جائحة فيروس كورونا | ألغيت بسبب جائحة فيروس كورونا               | ألغيت بسبب جائحة فيروس كورونا |
| 148                                                | 2019                                        | شاين لوري                                           | 269                           | −15                           | 6 ضربات                       | تومي فليتوود ‏                                                                                   | 10،750،000                    | 1،935،000                     | رويال بورتراش ‏                              |                               |
| 147                                                | 2018 ‏                                       | فرانشيسكو موليناري                                  | 276                           | −8                            | ضربتين                        | كيفن كيسنر ‏ روري ماكلروي جستن روس زاندر شوفيل ‏                                                  | 10،500،000                    | 1،890،000                     | كارنوستي                                    |                               |
| 146                                                | 2017 ‏                                       | جوردن سبيث                                          | 268                           | −12                           | 3 ضربات                       | مات كوتشار ‏                                                                                     | 10،250،000                    | 1،845،000                     | رويال بيركديل ‏                              |                               |
| 145                                                | 2016 ‏                                       | هنريك ستينسون                                       | 264                           | −20                           | 3 ضربات                       | فيل ميكلسون                                                                                     | 6،500،000                     | 1،175،000                     | رويال تروون                                 |                               |
| 144                                                | 2015 ‏                                       | زاك جونسون                                          | 273                           | −15                           | فاصلة                         | مارك ليشمان ‏ لويس أوستويزن                                                                      | 6،300،000                     | 1،150،000                     | سانت أندروز                                 |                               |
| 143                                                | 2014 ‏                                       | روري ماكلروي                                        | 271                           | −17                           | ضربتين                        | ريكي فاولر ‏ سيرجيو غارسيا                                                                       | 5،400،000                     | 975،000                       | رويال ليفربول                               |                               |
| 142                                                | 2013 ‏                                       | فيل ميكلسون                                         | 281                           | −3                            | 3 ضربات                       | هنريك ستينسون                                                                                   | 5،250،000                     | 945،000                       | مويرفيلد                                    |                               |
| 141                                                | 2012 ‏                                       | إيرني إلس (2)                                       | 273                           | −7                            | ضربة واحدة                    | آدم سكوت                                                                                        | 5،000،000                     | 900،000                       | رويال ليثام وسانت آنز ‏                      |                               |
| 140                                                | 2011 ‏                                       | دارين كلارك                                         | 275                           | −5                            | 3 ضربات                       | داستين جونسون فيل ميكلسون                                                                       | 5،000،000                     | 900،000                       | رويال سانت جورج ‏                            |                               |
| 139                                                | 2010 ‏                                       | لويس أوستويزن                                       | 272                           | −16                           | 7 ضربات                       | لي ويستوود                                                                                      | 4،800،000                     | 850،000                       | سانت أندروز                                 |                               |
| 138                                                | 2009 ‏                                       | ستيوارت سينك ‏                                       | 278                           | −2                            | فاصلة                         | توم واتسون                                                                                      | 4،200،000                     | 750،000                       | تيرنبيري                                    |                               |
| 137                                                | 2008 ‏                                       | خطأ لوا: too many expensive function calls. (2)     | 283                           | +3                            | 4 ضربات                       | خطأ لوا: too many expensive function calls.                                                     | 4،200،000                     | 750،000                       | رويال بيركديل ‏                              |                               |
| 136                                                | خطأ لوا: too many expensive function calls. | خطأ لوا: too many expensive function calls.         | 277                           | −7                            | فاصلة                         | سيرجيو غارسيا                                                                                   | 4،200،000                     | 750،000                       | كارنوستي                                    |                               |
| 135                                                | خطأ لوا: too many expensive function calls. | تايغر وودز (3)                                      | 270                           | −18                           | ضربتين                        | خطأ لوا: too many expensive function calls.                                                     | 4،000،000                     | 720،000                       | رويال ليفربول                               |                               |
| 134                                                | خطأ لوا: too many expensive function calls. | تايغر وودز (2)                                      | 274                           | −14                           | 5 ضربات                       | كولين مونتغمري                                                                                  | 4،000،000                     | 720،000                       | سانت أندروز                                 |                               |
| 133                                                | خطأ لوا: too many expensive function calls. | تود هاميلتون                                        | 274                           | −10                           | فاصلة                         | إيرني إلس                                                                                       | 4،000،000                     | 720،000                       | رويال تروون                                 |                               |
| 132                                                | خطأ لوا: too many expensive function calls. | بين كورتيس                                          | 283                           | −1                            | ضربة واحدة                    | توماس بيورن فيجاي سينغ                                                                          | 3،900،000                     | 700،000                       | رويال سانت جورج ‏                            |                               |
| 131                                                | خطأ لوا: too many expensive function calls. | إيرني إلس                                           | 278                           | −6                            | فاصلة                         | ستيوارت أبلباي خطأ لوا: too many expensive function calls. توماس ليفيت                          | 3،800،000                     | 700،000                       | مويرفيلد                                    |                               |
| 130                                                | 2001                                        | ديفيد دوفال                                         | 274                           | −10                           | 3 ضربات                       | خطأ لوا: too many expensive function calls.                                                     | 3،300،000                     | 600،000                       | رويال ليثام وسانت آنز ‏                      |                               |
| 129                                                | 2000                                        | تايغر وودز                                          | 269                           | −19                           | 8 ضربات                       | توماس بيورن إيرني إلس                                                                           | 2،750،000                     | 500،000                       | سانت أندروز                                 |                               |
| 128                                                | 1999                                        | بول لوري                                            | 290                           | +6                            | فاصلة                         | جاستن ليونارد خطأ لوا: too many expensive function calls.                                       | 2،000،000                     | 350،000                       | كارنوستي                                    |                               |
| 127                                                | 1998                                        | خطأ لوا: too many expensive function calls.         | 280                           | E                             | فاصلة                         | برايان واتس                                                                                     | 1،800،000                     | 300،000                       | رويال بيركديل ‏                              |                               |
| 126                                                | 1997                                        | جاستن ليونارد                                       | 272                           | −12                           | 3 ضربات                       | دارين كلارك خطأ لوا: too many expensive function calls.                                         | 1،600،000                     | 250،000                       | رويال تروون                                 |                               |
| 125                                                | 1996                                        | توم ليمان                                           | 271                           | −13                           | ضربتين                        | إيرني إلس خطأ لوا: too many expensive function calls.                                           | 1،400،000                     | 200،000                       | رويال ليثام وسانت آنز ‏                      |                               |
| 124                                                | خطأ لوا: too many expensive function calls. | جون دالي                                            | 282                           | −6                            | فاصلة                         | خطأ لوا: too many expensive function calls.                                                     | 1،125،000                     | 125،000                       | سانت أندروز                                 |                               |
| 123                                                | خطأ لوا: too many expensive function calls. | نيك برايس                                           | 268                           | −12                           | ضربة واحدة                    | خطأ لوا: too many expensive function calls.                                                     | 1،100،000                     | 110،000                       | تيرنبيري                                    |                               |
| 122                                                | خطأ لوا: too many expensive function calls. | غريغ نورمان (2)                                     | 267                           | −13                           | ضربتين                        | خطأ لوا: too many expensive function calls.                                                     | 1،000،000                     | 100،000                       | رويال سانت جورج ‏                            |                               |
| 121                                                | خطأ لوا: too many expensive function calls. | خطأ لوا: too many expensive function calls. (3)     | 272                           | −12                           | ضربة واحدة                    | جون كوك                                                                                         | 950،000                       | 95،000                        | مويرفيلد                                    |                               |
| 120                                                | خطأ لوا: too many expensive function calls. | خطأ لوا: too many expensive function calls.         | 272                           | −8                            | ضربتين                        | مايك هارود                                                                                      | 900،000                       | 90،000                        | رويال بيركديل ‏                              |                               |
| 119                                                | خطأ لوا: too many expensive function calls. | خطأ لوا: too many expensive function calls. (2)     | 270                           | −18                           | 5 ضربات                       | خطأ لوا: too many expensive function calls. باين ستيوارت                                        | 825،000                       | 85،000                        | سانت أندروز                                 |                               |
| 118                                                | خطأ لوا: too many expensive function calls. | خطأ لوا: too many expensive function calls.         | 275                           | −13                           | فاصلة                         | واين غريدي غريغ نورمان                                                                          | 750،000                       | 80،000                        | رويال تروون                                 |                               |
| 117                                                | خطأ لوا: too many expensive function calls. | سيفي بايستيروس (3)                                  | 273                           | −11                           | ضربتين                        | نيك برايس                                                                                       | 700،000                       | 80،000                        | رويال ليثام وسانت آنز ‏                      |                               |
| 116                                                | خطأ لوا: too many expensive function calls. | خطأ لوا: too many expensive function calls.         | 279                           | −5                            | ضربة واحدة                    | خطأ لوا: too many expensive function calls. رودجر ديفيس                                         | 650،000                       | 75،000                        | مويرفيلد                                    |                               |
| 115                                                | خطأ لوا: too many expensive function calls. | غريغ نورمان                                         | 280                           | E                             | 5 ضربات                       | جوردون ج. براند                                                                                 | 600،000                       | 70،000                        | تيرنبيري                                    |                               |
| 114                                                | خطأ لوا: too many expensive function calls. | ساندي لايلي                                         | 282                           | +2                            | ضربة واحدة                    | باين ستيوارت                                                                                    | 530،000                       | 65،000                        | رويال سانت جورج ‏                            |                               |
| 113                                                | خطأ لوا: too many expensive function calls. | سيفي بايستيروس (2)                                  | 276                           | −12                           | ضربتين                        | برنارد لانغر توم واتسون                                                                         | 451،000                       | 55،000                        | سانت أندروز                                 |                               |
| 112                                                | خطأ لوا: too many expensive function calls. | توم واتسون (5)                                      | 275                           | −9                            | ضربة واحدة                    | خطأ لوا: too many expensive function calls. ويليام إروين                                        | 310،000                       | 40،000                        | رويال بيركديل ‏                              |                               |
| 111                                                | خطأ لوا: too many expensive function calls. | توم واتسون (4)                                      | 284                           | −4                            | ضربة واحدة                    | خطأ لوا: too many expensive function calls. نيك برايس                                           | 250،000                       | 32،000                        | رويال تروون                                 |                               |
| 110                                                | خطأ لوا: too many expensive function calls. | بيل روجرز                                           | 276                           | −4                            | 4 ضربات                       | برنارد لانغر                                                                                    | 200،000                       | 25،000                        | رويال سانت جورج ‏                            |                               |
| 109                                                | خطأ لوا: too many expensive function calls. | توم واتسون (3)                                      | 271                           | −13                           | 4 ضربات                       | لي تريفينو                                                                                      | 200،000                       | 25،000                        | مويرفيلد                                    |                               |
| 108                                                | خطأ لوا: too many expensive function calls. | سيفي بايستيروس                                      | 283                           | −1                            | 3 ضربات                       | بين كرينشاو جاك نيكولاس                                                                         | 155،000                       | 15،000                        | رويال ليثام وسانت آنز ‏                      |                               |
| 107                                                | خطأ لوا: too many expensive function calls. | جاك نيكولاس (3)                                     | 281                           | −7                            | ضربتين                        | بين كرينشاو رايموند فلويد توم كايت سيمون أوين                                                   | 125،000                       | 12،500                        | سانت أندروز                                 |                               |
| 106                                                | خطأ لوا: too many expensive function calls. | توم واتسون (2)                                      | 268                           | −12                           | ضربة واحدة                    | جاك نيكولاس                                                                                     | 100،000                       | 10،000                        | تيرنبيري                                    |                               |
| 105                                                | خطأ لوا: too many expensive function calls. | جوني ميلر                                           | 279                           | −9                            | 6 ضربات                       | سيفي بايستيروس جاك نيكولاس                                                                      | 75،000                        | 7،500                         | رويال بيركديل ‏                              |                               |
| 104                                                | خطأ لوا: too many expensive function calls. | توم واتسون                                          | 279                           | −9                            | فاصلة                         | جاك نيوتن                                                                                       | 75،000                        | 7،500                         | كارنوستي                                    |                               |
| 103                                                | خطأ لوا: too many expensive function calls. | جاري بلاير (3)                                      | 282                           | −2                            | 4 ضربات                       | خطأ لوا: too many expensive function calls.                                                     | 50،000                        | 5،500                         | رويال ليثام وسانت آنز ‏                      |                               |
| 102                                                | خطأ لوا: too many expensive function calls. | خطأ لوا: too many expensive function calls.         | 276                           | −12                           | 3 ضربات                       | نيل كولز جوني ميلر                                                                              | 50،000                        | 5،500                         | تروون                                       |                               |
| 101                                                | خطأ لوا: too many expensive function calls. | لي تريفينو (2)                                      | 278                           | −6                            | ضربة واحدة                    | جاك نيكولاس                                                                                     | 50،000                        | 5،500                         | مويرفيلد                                    |                               |
| 100                                                | خطأ لوا: too many expensive function calls. | لي تريفينو                                          | 278                           | −6                            | ضربة واحدة                    | خطأ لوا: too many expensive function calls.                                                     | 45،000                        | 5،500                         | رويال بيركديل ‏                              |                               |
| 99                                                 | خطأ لوا: too many expensive function calls. | جاك نيكولاس (2)                                     | 283                           | −5                            | فاصلة                         | دوغ ساندرز                                                                                      | 40،000                        | 5،250                         | سانت أندروز                                 |                               |
| 98                                                 | خطأ لوا: too many expensive function calls. | خطأ لوا: too many expensive function calls.         | 280                           | −4                            | ضربتين                        | بوب تشارلز                                                                                      | 30،000                        | 4،250                         | رويال ليثام وسانت آنز ‏                      |                               |
| 97                                                 | خطأ لوا: too many expensive function calls. | جاري بلاير (2)                                      | 289                           | +1                            | ضربتين                        | بوب تشارلز جاك نيكولاس                                                                          | 20،000                        | 3،000                         | كارنوستي                                    |                               |
| 96                                                 | خطأ لوا: too many expensive function calls. | خطأ لوا: too many expensive function calls.         | 278                           | −10                           | ضربتين                        | جاك نيكولاس                                                                                     | 15،000                        | 2،100                         | رويال ليفربول                               |                               |
| 95                                                 | خطأ لوا: too many expensive function calls. | جاك نيكولاس                                         | 282                           | −2                            | ضربة واحدة                    | دوغ ساندرز ديف توماس                                                                            | 15،000                        | 2،100                         | مويرفيلد                                    |                               |
| 94                                                 | خطأ لوا: too many expensive function calls. | بيتر تومسون (5)                                     | 285                           | −7                            | ضربتين                        | خطأ لوا: too many expensive function calls.                                                     | 10،000                        | 1،750                         | رويال بيركديل ‏                              |                               |
| 93                                                 | خطأ لوا: too many expensive function calls. | خطأ لوا: too many expensive function calls.         | 279                           | −9                            | 5 ضربات                       | جاك نيكولاس                                                                                     | 8،500                         | 1،500                         | سانت أندروز                                 |                               |
| 92                                                 | خطأ لوا: too many expensive function calls. | بوب تشارلز                                          | 277                           | −3                            | فاصلة                         | خطأ لوا: too many expensive function calls.                                                     | 8،500                         | 1،500                         | رويال ليثام وسانت آنز ‏                      |                               |
| 91                                                 | خطأ لوا: too many expensive function calls. | أرنولد بالمر (2)                                    | 276                           | −12                           | 6 ضربات                       | خطأ لوا: too many expensive function calls.                                                     | 8،500                         | 1،400                         | تروون                                       |                               |
| 90                                                 | خطأ لوا: too many expensive function calls. | أرنولد بالمر                                        | 284                           | −4                            | ضربة واحدة                    | خطأ لوا: too many expensive function calls.                                                     | 8،500                         | 1،400                         | رويال بيركديل ‏                              |                               |
| 89                                                 | خطأ لوا: too many expensive function calls. | خطأ لوا: too many expensive function calls.         | 278                           | −10                           | ضربة واحدة                    | أرنولد بالمر                                                                                    | 7،000                         | 1،250                         | سانت أندروز                                 |                               |
| 88                                                 | خطأ لوا: too many expensive function calls. | جاري بلاير                                          | 284                           | −4                            | ضربتين                        | خطأ لوا: too many expensive function calls.                                                     | 5،000                         | 1،000                         | مويرفيلد                                    |                               |
| 87                                                 | خطأ لوا: too many expensive function calls. | بيتر تومسون (4)                                     | 278                           | −6                            | فاصلة                         | ديف توماس                                                                                       | 4،850                         | 1،000                         | رويال ليثام وسانت آنز ‏                      |                               |
| 86                                                 | خطأ لوا: too many expensive function calls. | بوبي لوك (4)                                        | 279                           | −9                            | 3 ضربات                       | بيتر تومسون                                                                                     | 3،750                         | 1،000                         | سانت أندروز                                 |                               |
| 85                                                 | خطأ لوا: too many expensive function calls. | بيتر تومسون (3)                                     | 286                           | +2                            | 3 ضربات                       | خطأ لوا: too many expensive function calls.                                                     | 3،750                         | 1،000                         | رويال ليفربول                               |                               |
| 84                                                 | خطأ لوا: too many expensive function calls. | بيتر تومسون (2)                                     | 281                           | −7                            | ضربتين                        | جون فالون                                                                                       | 3،750                         | 1،000                         | سانت أندروز                                 |                               |
| 83                                                 | خطأ لوا: too many expensive function calls. | بيتر تومسون                                         | 283                           | −9                            | ضربة واحدة                    | بوبي لوك خطأ لوا: too many expensive function calls. سيد سكوت                                   | 3،500                         | 750                           | رويال بيركديل ‏                              |                               |
| 82                                                 | خطأ لوا: too many expensive function calls. | بين هوجان                                           | 282                           | −6                            | 4 ضربات                       | خطأ لوا: too many expensive function calls. (a) بيتر تومسون                                     | 2،500                         | 500                           | كارنوستي                                    |                               |
| 81                                                 | خطأ لوا: too many expensive function calls. | بوبي لوك (3)                                        | 287                           | −1                            | ضربة واحدة                    | بيتر تومسون                                                                                     | 1،700                         | 300                           | رويال ليثام وسانت آنز ‏                      |                               |
| 80                                                 | خطأ لوا: too many expensive function calls. | خطأ لوا: too many expensive function calls.         | 285                           | −3                            | ضربتين                        | خطأ لوا: too many expensive function calls.                                                     | 1،700                         | 300                           | خطأ لوا: too many expensive function calls. |                               |
| 79                                                 | خطأ لوا: too many expensive function calls. | بوبي لوك (2)                                        | 279                           | −1                            | ضربتين                        | خطأ لوا: too many expensive function calls.                                                     | 1،500                         | 300                           | تروون                                       |                               |
| 78                                                 | خطأ لوا: too many expensive function calls. | بوبي لوك                                            | 283                           | −5                            | فاصلة                         | هاري براشاو                                                                                     | 1،500                         | 300                           | رويال سانت جورج ‏                            |                               |
| 77                                                 | خطأ لوا: too many expensive function calls. | خطأ لوا: too many expensive function calls. (3)     | 284                           | E                             | 5 ضربات                       | خطأ لوا: too many expensive function calls.                                                     | 1،000                         | 150                           | مويرفيلد                                    |                               |
| 76                                                 | خطأ لوا: too many expensive function calls. | خطأ لوا: too many expensive function calls.         | 293                           | +21                           | ضربة واحدة                    | خطأ لوا: too many expensive function calls. (a)                                                 | 1،000                         | 150                           | رويال ليفربول                               |                               |
| 75                                                 | خطأ لوا: too many expensive function calls. | صامويل سنيد                                         | 290                           | −2                            | 4 ضربات                       | خطأ لوا: too many expensive function calls. بوبي لوك                                            | 1،000                         | 150                           | سانت أندروز                                 |                               |
| 1940–45: لا توجد بطولة بسبب الحرب العالمية الثانية |                                             |                                                     |                               |                               |                               |                                                                                                 |                               |                               |                                             |                               |
| 74                                                 | خطأ لوا: too many expensive function calls. | خطأ لوا: too many expensive function calls.         | 290                           | −2                            | ضربتين                        | خطأ لوا: too many expensive function calls.                                                     | 500                           | 100                           | سانت أندروز                                 |                               |
| 73                                                 | خطأ لوا: too many expensive function calls. | خطأ لوا: too many expensive function calls.         | 295                           | +15                           | ضربتين                        | جيمي آدامز                                                                                      | 500                           | 100                           | رويال سانت جورج ‏                            |                               |
| 72                                                 | خطأ لوا: too many expensive function calls. | خطأ لوا: too many expensive function calls. (2)     | 290                           | +2                            | ضربتين                        | خطأ لوا: too many expensive function calls.                                                     | 500                           | 100                           | كارنوستي                                    |                               |
| 71                                                 | خطأ لوا: too many expensive function calls. | خطأ لوا: too many expensive function calls.         | 287                           |                               | ضربة واحدة                    | جيمي آدامز                                                                                      | 500                           | 100                           | رويال ليفربول                               |                               |
| 70                                                 | خطأ لوا: too many expensive function calls. | خطأ لوا: too many expensive function calls.         | 283                           |                               | 4 ضربات                       | خطأ لوا: too many expensive function calls.                                                     | 500                           | 100                           | مويرفيلد                                    |                               |
| 69                                                 | خطأ لوا: too many expensive function calls. | خطأ لوا: too many expensive function calls.         | 283                           |                               | 5 ضربات                       | خطأ لوا: too many expensive function calls.                                                     | 500                           | 100                           | رويال سانت جورج ‏                            |                               |
| 68                                                 | خطأ لوا: too many expensive function calls. | خطأ لوا: too many expensive function calls.         | 292                           |                               | فاصلة                         | كرايغ وود                                                                                       | 500                           | 100                           | سانت أندروز                                 |                               |
| 67                                                 | خطأ لوا: too many expensive function calls. | خطأ لوا: too many expensive function calls.         | 283                           |                               | 5 ضربات                       | ماكدونالد سميث                                                                                  | 500                           | 100                           | برينس [الإنجليزية]                          |                               |
| 66                                                 | خطأ لوا: too many expensive function calls. | خطأ لوا: too many expensive function calls.         | 296                           |                               | ضربة واحدة                    | خوسيه خورادو                                                                                    | 500                           | 100                           | كارنوستي                                    |                               |
| 65                                                 | خطأ لوا: too many expensive function calls. | بوبي جونز (a) (3)                                   | 291                           |                               | ضربتين                        | خطأ لوا: too many expensive function calls. ماكدونالد سميث                                      | 400                           | 100                           | رويال ليفربول                               |                               |
| 64                                                 | خطأ لوا: too many expensive function calls. | والتر هاغن (4)                                      | 292                           |                               | 6 ضربات                       | جوني فاريل                                                                                      | 275                           | 75                            | مويرفيلد                                    |                               |
| 63                                                 | خطأ لوا: too many expensive function calls. | والتر هاغن (3)                                      | 292                           |                               | ضربتين                        | خطأ لوا: too many expensive function calls.                                                     | 275                           | 75                            | رويال سانت جورج ‏                            |                               |
| 62                                                 | خطأ لوا: too many expensive function calls. | بوبي جونز (a) (2)                                   | 285                           |                               | 6 ضربات                       | خطأ لوا: too many expensive function calls.                                                     | 275                           | 75                            | سانت أندروز                                 |                               |
| 61                                                 | خطأ لوا: too many expensive function calls. | بوبي جونز (a)                                       | 291                           |                               | ضربتين                        | الوطروس                                                                                         | 225                           | 75                            | رويال ليثام وسانت آنز ‏                      |                               |
| 60                                                 | خطأ لوا: too many expensive function calls. | جيم بارنز                                           | 300                           |                               | ضربة واحدة                    | خطأ لوا: too many expensive function calls. تيد راي                                             | 225                           | 75                            | بريستويك                                    |                               |
| 59                                                 | خطأ لوا: too many expensive function calls. | والتر هاغن (2)                                      | 301                           |                               | ضربة واحدة                    | خطأ لوا: too many expensive function calls.                                                     | 225                           | 75                            | رويال ليفربول                               |                               |
| 58                                                 | خطأ لوا: too many expensive function calls. | خطأ لوا: too many expensive function calls.         | 295                           |                               | ضربة واحدة                    | والتر هاغن                                                                                      | 225                           | 75                            | تروون                                       |                               |
| 57                                                 | خطأ لوا: too many expensive function calls. | والتر هاغن                                          | 300                           |                               | ضربة واحدة                    | جيم بارنز خطأ لوا: too many expensive function calls.                                           | 225                           | 75                            | رويال سانت جورج ‏                            |                               |
| 56                                                 | خطأ لوا: too many expensive function calls. | جوك هاتشيسون                                        | 296                           |                               | فاصلة                         | خطأ لوا: too many expensive function calls. (a)                                                 | 225                           | 75                            | سانت أندروز                                 |                               |
| 55                                                 | خطأ لوا: too many expensive function calls. | خطأ لوا: too many expensive function calls.         | 303                           |                               | ضربتين                        | ساندي هيرد                                                                                      | 225                           | 75                            | خطأ لوا: too many expensive function calls. |                               |
| 1915–19: لا توجد بطولات بسبب الحرب العالمية الأولى |                                             |                                                     |                               |                               |                               |                                                                                                 |                               |                               |                                             |                               |
| 54                                                 | خطأ لوا: too many expensive function calls. | خطأ لوا: too many expensive function calls. (6)     | 306                           |                               | 3 ضربات                       | خطأ لوا: too many expensive function calls.                                                     | 135                           | 50                            | بريستويك                                    |                               |
| 53                                                 | خطأ لوا: too many expensive function calls. | خطأ لوا: too many expensive function calls. (5)     | 304                           |                               | 8 ضربات                       | تيد راي                                                                                         | 135                           | 50                            | رويال ليفربول                               |                               |
| 52                                                 | خطأ لوا: too many expensive function calls. | تيد راي                                             | 295                           |                               | 4 ضربات                       | خطأ لوا: too many expensive function calls.                                                     | 135                           | 50                            | مويرفيلد                                    |                               |
| 51                                                 | خطأ لوا: too many expensive function calls. | خطأ لوا: too many expensive function calls. (5)     | 303                           |                               | فاصلة                         | خطأ لوا: too many expensive function calls.                                                     | 135                           | 50                            | رويال سانت جورج ‏                            |                               |
| 50                                                 | خطأ لوا: too many expensive function calls. | خطأ لوا: too many expensive function calls. (5)     | 299                           |                               | 4 ضربات                       | ساندي هيرد                                                                                      | 135                           | 50                            | سانت أندروز                                 |                               |
| 49                                                 | خطأ لوا: too many expensive function calls. | خطأ لوا: too many expensive function calls. (4)     | 291                           |                               | 6 ضربات                       | توم بول خطأ لوا: too many expensive function calls.                                             | 125                           | 50                            | خطأ لوا: too many expensive function calls. |                               |
| 48                                                 | خطأ لوا: too many expensive function calls. | خطأ لوا: too many expensive function calls. (4)     | 291                           |                               | 8 ضربات                       | توم بول                                                                                         | 125                           | 50                            | بريستويك                                    |                               |
| 47                                                 | خطأ لوا: too many expensive function calls. | خطأ لوا: too many expensive function calls.         | 312                           |                               | ضربتين                        | خطأ لوا: too many expensive function calls.                                                     | 125                           | 50                            | رويال ليفربول                               |                               |
| 46                                                 | خطأ لوا: too many expensive function calls. | خطأ لوا: too many expensive function calls. (3)     | 300                           |                               | 4 ضربات                       | خطأ لوا: too many expensive function calls.                                                     | 125                           | 50                            | مويرفيلد                                    |                               |
| 45                                                 | خطأ لوا: too many expensive function calls. | خطأ لوا: too many expensive function calls. (2)     | 318                           |                               | 5 ضربات                       | رولاند جونز خطأ لوا: too many expensive function calls.                                         | 125                           | 50                            | سانت أندروز                                 |                               |
| 44                                                 | خطأ لوا: too many expensive function calls. | جاك وايت                                            | 296                           |                               | ضربة واحدة                    | خطأ لوا: too many expensive function calls.                                                     | 125                           | 50                            | رويال سانت جورج ‏                            |                               |
| 43                                                 | خطأ لوا: too many expensive function calls. | خطأ لوا: too many expensive function calls. (4)     | 300                           |                               | 6 ضربات                       | خطأ لوا: too many expensive function calls.                                                     | 125                           | 50                            | بريستويك                                    |                               |
| 42                                                 | خطأ لوا: too many expensive function calls. | ساندي هيرد                                          | 307                           |                               | ضربة واحدة                    | خطأ لوا: too many expensive function calls.                                                     | 125                           | 50                            | رويال ليفربول                               |                               |
| 41                                                 | خطأ لوا: too many expensive function calls. | خطأ لوا: too many expensive function calls.         | 309                           |                               | 3 ضربات                       | خطأ لوا: too many expensive function calls.                                                     | 125                           | 50                            | مويرفيلد                                    |                               |
| 40                                                 | خطأ لوا: too many expensive function calls. | خطأ لوا: too many expensive function calls. (3)     | 309                           |                               | 8 ضربات                       | خطأ لوا: too many expensive function calls.                                                     | 125                           | 50                            | سانت أندروز                                 |                               |
| 39                                                 | خطأ لوا: too many expensive function calls. | خطأ لوا: too many expensive function calls. (3)     | 310                           |                               | 5 ضربات                       | جاك وايت                                                                                        | 100                           | 30                            | سانت جورج                                   |                               |
| 38                                                 | خطأ لوا: too many expensive function calls. | خطأ لوا: too many expensive function calls. (2)     | 307                           |                               | ضربة واحدة                    | خطأ لوا: too many expensive function calls.                                                     | 100                           | 30                            | بريستويك                                    |                               |
| 37                                                 | خطأ لوا: too many expensive function calls. | خطأ لوا: too many expensive function calls. (a) (2) | 314                           |                               | ضربة واحدة                    | خطأ لوا: too many expensive function calls.                                                     | 100                           | 30                            | رويال ليفربول                               |                               |
| 36                                                 | خطأ لوا: too many expensive function calls. | خطأ لوا: too many expensive function calls.         | 316                           |                               | فاصلة                         | خطأ لوا: too many expensive function calls.                                                     | 100                           | 30                            | مويرفيلد                                    |                               |
| 35                                                 | خطأ لوا: too many expensive function calls. | خطأ لوا: too many expensive function calls. (2)     | 322                           |                               | 4 ضربات                       | ساندي هيرد                                                                                      | 100                           | 30                            | سانت أندروز                                 |                               |
| 34                                                 | خطأ لوا: too many expensive function calls. | خطأ لوا: too many expensive function calls.         | 326                           |                               | 5 ضربات                       | خطأ لوا: too many expensive function calls.                                                     | 100                           | 30                            | سانت جورج                                   |                               |
| 33                                                 | خطأ لوا: too many expensive function calls. | خطأ لوا: too many expensive function calls.         | 322                           |                               | ضربتين                        | خطأ لوا: too many expensive function calls. (a)                                                 | 100                           | 30                            | بريستويك                                    |                               |
| 32                                                 | خطأ لوا: too many expensive function calls. | خطأ لوا: too many expensive function calls. (a)     | 305                           |                               | 3 ضربات                       | جون بول (a) ساندي هيرد خطأ لوا: too many expensive function calls.                              | 110                           | 35                            | مويرفيلد                                    |                               |
| 31                                                 | خطأ لوا: too many expensive function calls. | خطأ لوا: too many expensive function calls.         | 166                           |                               | ضربتين                        | ويلي فيرني خطأ لوا: too many expensive function calls.                                          | 28.50                         | 10                            | سانت أندروز                                 |                               |
| 30                                                 | خطأ لوا: too many expensive function calls. | جون بول (a)                                         | 164                           |                               | 3 ضربات                       | ويلي فيرني آرشي سيمبسون                                                                         | 29.50                         | 13                            | بريستويك                                    |                               |
| 29                                                 | خطأ لوا: too many expensive function calls. | خطأ لوا: too many expensive function calls. (2)     | 155                           |                               | فاصلة                         | خطأ لوا: too many expensive function calls.                                                     | 22                            | 8                             | موسيلبرغ                                    |                               |
| 28                                                 | خطأ لوا: too many expensive function calls. | خطأ لوا: too many expensive function calls.         | 171                           |                               | ضربة واحدة                    | خطأ لوا: too many expensive function calls.                                                     | 20                            | 8                             | سانت أندروز                                 |                               |
| 27                                                 | خطأ لوا: too many expensive function calls. | خطأ لوا: too many expensive function calls.         | 161                           |                               | ضربة واحدة                    | بوب مارتن                                                                                       | 20                            | 8                             | بريستويك                                    |                               |
| 26                                                 | خطأ لوا: too many expensive function calls. | ديفيد براون                                         | 157                           |                               | ضربتين                        | خطأ لوا: too many expensive function calls.                                                     | 20                            | 8                             | موسيلبرغ                                    |                               |
| 25                                                 | خطأ لوا: too many expensive function calls. | بوب مارتن (2)                                       | 171                           |                               | ضربة واحدة                    | آرشي سيمبسون                                                                                    | 35.50                         | 10                            | سانت أندروز                                 |                               |
| 24                                                 | خطأ لوا: too many expensive function calls. | جاك سيمبسون                                         | 160                           |                               | 4 ضربات                       | ويلي فيرني خطأ لوا: too many expensive function calls.                                          | 23                            | 8                             | بريستويك                                    |                               |
| 23                                                 | خطأ لوا: too many expensive function calls. | ويلي فيرني                                          | 159                           |                               | فاصلة                         | خطأ لوا: too many expensive function calls.                                                     | 20                            | 8                             | موسيلبرغ                                    |                               |
| 22                                                 | خطأ لوا: too many expensive function calls. | خطأ لوا: too many expensive function calls. (3)     | 171                           |                               | 3 ضربات                       | ويلي فيرني                                                                                      | 47.25                         | 12                            | سانت أندروز                                 |                               |
| 21                                                 | خطأ لوا: too many expensive function calls. | خطأ لوا: too many expensive function calls. (2)     | 170                           |                               | 3 ضربات                       | جيمي أندرسون                                                                                    | 21                            | 8                             | بريستويك                                    |                               |
| 20                                                 | خطأ لوا: too many expensive function calls. | خطأ لوا: too many expensive function calls.         | 162                           |                               | 5 ضربات                       | خطأ لوا: too many expensive function calls.                                                     | غير معروف                     | 8                             | موسيلبرغ                                    |                               |
| 19                                                 | خطأ لوا: too many expensive function calls. | جيمي أندرسون (3)                                    | 169                           |                               | 3 ضربات                       | جيمي ألان خطأ لوا: too many expensive function calls.                                           | 47                            | 10                            | سانت أندروز                                 |                               |
| 18                                                 | خطأ لوا: too many expensive function calls. | جيمي أندرسون (2)                                    | 157                           |                               | ضربتين                        | خطأ لوا: too many expensive function calls.                                                     | غير معروف                     | 8                             | بريستويك                                    |                               |
| 17                                                 | خطأ لوا: too many expensive function calls. | جيمي أندرسون                                        | 160                           |                               | ضربتين                        | خطأ لوا: too many expensive function calls.                                                     | 20                            | 8                             | موسيلبرغ                                    |                               |
| 16                                                 | خطأ لوا: too many expensive function calls. | بوب مارتن                                           | 176                           |                               | فاصلة                         | خطأ لوا: too many expensive function calls.                                                     | 27                            | 10                            | سانت أندروز                                 |                               |
| 15                                                 | خطأ لوا: too many expensive function calls. | ويلي بارك الأب [الإنجليزية] (4)                     | 166                           |                               | ضربتين                        | بوب مارتن                                                                                       | 20                            | 8                             | بريستويك                                    |                               |
| 14                                                 | خطأ لوا: too many expensive function calls. | مونغو بارك                                          | 159                           |                               | ضربتين                        | يونغ توم موريس [الإنجليزية]                                                                     | 20                            | 8                             | موسيلبرغ                                    |                               |
| 13                                                 | خطأ لوا: too many expensive function calls. | خطأ لوا: too many expensive function calls.         | 179                           |                               | ضربة واحدة                    | جيمي أندرسون                                                                                    | غير معروف                     | 11                            | سانت أندروز                                 |                               |
| 12                                                 | خطأ لوا: too many expensive function calls. | يونغ توم موريس [الإنجليزية] (4)                     | 166                           |                               | 3 ضربات                       | خطأ لوا: too many expensive function calls.                                                     | غير معروف                     | 8                             | بريستويك                                    |                               |
| 1871: تم إلغاء البطولة لعدم توفر الكأس             |                                             |                                                     |                               |                               |                               |                                                                                                 |                               |                               |                                             |                               |
| 11                                                 | خطأ لوا: too many expensive function calls. | يونغ توم موريس [الإنجليزية] (3)                     | 149                           |                               | 1ضربتين                       | خطأ لوا: too many expensive function calls. (2) خطأ لوا: too many expensive function calls. (3) | 12                            | 6                             | بريستويك                                    |                               |
| 10                                                 | خطأ لوا: too many expensive function calls. | يونغ توم موريس [الإنجليزية] (2)                     | 157                           |                               | 11 ضربات                      | خطأ لوا: too many expensive function calls.                                                     | 12                            | 6                             | بريستويك                                    |                               |
| 9                                                  | خطأ لوا: too many expensive function calls. | يونغ توم موريس [الإنجليزية]                         | 154                           |                               | 3 ضربات                       | أولد توم موريس                                                                                  | 12                            | 6                             | بريستويك                                    |                               |
| 8                                                  | خطأ لوا: too many expensive function calls. | أولد توم موريس (4)                                  | 170                           |                               | ضربتين                        | ويلي بارك الأب [الإنجليزية]                                                                     | 16                            | 7                             | بريستويك                                    |                               |
| 7                                                  | خطأ لوا: too many expensive function calls. | ويلي بارك الأب [الإنجليزية] (3)                     | 169                           |                               | ضربتين                        | خطأ لوا: too many expensive function calls.                                                     | 11                            | 6                             | بريستويك                                    |                               |
| 6                                                  | خطأ لوا: too many expensive function calls. | خطأ لوا: too many expensive function calls.         | 162                           |                               | ضربتين                        | ويلي بارك الأب [الإنجليزية]                                                                     | 20                            | 8                             | بريستويك                                    |                               |
| 5                                                  | خطأ لوا: too many expensive function calls. | أولد توم موريس (3)                                  | 167                           |                               | ضربتين                        | خطأ لوا: too many expensive function calls.                                                     | 15                            | 6                             | بريستويك                                    |                               |
| 4                                                  | خطأ لوا: too many expensive function calls. | ويلي بارك الأب [الإنجليزية] (2)                     | 168                           |                               | ضربتين                        | أولد توم موريس                                                                                  | 10                            | –                             | بريستويك                                    |                               |
| 3                                                  | خطأ لوا: too many expensive function calls. | أولد توم موريس (2)                                  | 163                           |                               | 13 ضربات                      | ويلي بارك الأب [الإنجليزية]                                                                     | –                             | –                             | بريستويك                                    |                               |
| 2                                                  | خطأ لوا: too many expensive function calls. | أولد توم موريس                                      | 163                           |                               | 4 ضربات                       | ويلي بارك الأب [الإنجليزية]                                                                     | –                             | –                             | بريستويك                                    |                               |
| 1                                                  | خطأ لوا: too many expensive function calls. | ويلي بارك الأب [الإنجليزية]                         | 174                           |                               | ضربتين                        | أولد توم موريس                                                                                  | –                             | –                             | بريستويك                                    |                               |

الجنسيات المعينة أعلاه تتطابق مع تلك المستخدمة في السجلات المفتوحة الرسمية. المصدر: دليل الوسائط للنسخة 148 المفتوحة لعام 2019

## الفائزون بالميدالية الفضية
منذ عام 1949، يتم منح الميدالية الفضية لأفضل لاعب هاوٍ، بشرط أن يكمل اللاعب جميع الـ 72 حفرة. في السنوات السابقة، كان الأفراد الأثرياء غالبًا ما يحافظون على وضعهم كهواة، وبالتالي كان بإمكانهم الفوز عدة مرات، مثل خطأ لوا: too many expensive function calls. الذي فاز بها أربع مرات في السنوات الخمس الأولى (وكان أيضًا الهواة الأدنى في عام 1947). في العصر الحديث، غالبًا ما يتحول اللاعبون إلى الاحتراف بعد فترة وجيزة من الفوز بالميدالية الفضية، وبالتالي لا تتاح لهم أبدًا فرصة الفوز عدة مرات. تايجر وودز وروري ماكلروي هما الحائزان الوحيدان على الميدالية الفضية واللذان فازا بالبطولة المفتوحة.
- خطأ لوا: too many expensive function calls. –  خطأ لوا: too many expensive function calls.
- خطأ لوا: too many expensive function calls. –  خطأ لوا: too many expensive function calls. (2)
- خطأ لوا: too many expensive function calls. –  خطأ لوا: too many expensive function calls. (3)
- خطأ لوا: too many expensive function calls. –  جاكي جونز
- خطأ لوا: too many expensive function calls. –  خطأ لوا: too many expensive function calls. (4)
- خطأ لوا: too many expensive function calls. –  خطأ لوا: too many expensive function calls.
- خطأ لوا: too many expensive function calls. –  خطأ لوا: too many expensive function calls.
- خطأ لوا: too many expensive function calls. –  جو كار
- خطأ لوا: too many expensive function calls. –  خطأ لوا: too many expensive function calls.
- خطأ لوا: too many expensive function calls. –  جو كار (2)
- خطأ لوا: too many expensive function calls. –  خطأ لوا: too many expensive function calls.
- خطأ لوا: too many expensive function calls. –  خطأ لوا: too many expensive function calls.
- خطأ لوا: too many expensive function calls. –  خطأ لوا: too many expensive function calls.
- خطأ لوا: too many expensive function calls. –  خطأ لوا: too many expensive function calls.
- خطأ لوا: too many expensive function calls. – لا يوجد
- خطأ لوا: too many expensive function calls. – لا يوجد
- خطأ لوا: too many expensive function calls. –  مايكل بورجيس
- خطأ لوا: too many expensive function calls. –  خطأ لوا: too many expensive function calls.
- خطأ لوا: too many expensive function calls. – لا يوجد
- خطأ لوا: too many expensive function calls. –  خطأ لوا: too many expensive function calls.
- خطأ لوا: too many expensive function calls. –  خطأ لوا: too many expensive function calls.
- خطأ لوا: too many expensive function calls. –  خطأ لوا: too many expensive function calls.
- خطأ لوا: too many expensive function calls. –  خطأ لوا: too many expensive function calls. (2)
- خطأ لوا: too many expensive function calls. – لا يوجد
- خطأ لوا: too many expensive function calls. –  داني إدواردز
- خطأ لوا: too many expensive function calls. – لا يوجد
- خطأ لوا: too many expensive function calls. – لا يوجد
- خطأ لوا: too many expensive function calls. – لا يوجد
- خطأ لوا: too many expensive function calls. – لا يوجد
- خطأ لوا: too many expensive function calls. –  خطأ لوا: too many expensive function calls.
- خطأ لوا: too many expensive function calls. –  خطأ لوا: too many expensive function calls. (2)
- خطأ لوا: too many expensive function calls. –  خطأ لوا: too many expensive function calls.
- خطأ لوا: too many expensive function calls. –  هال سوتون
- خطأ لوا: too many expensive function calls. –  مالكولم لويس
- خطأ لوا: too many expensive function calls. – لا يوجد
- خطأ لوا: too many expensive function calls. – لا يوجد
- خطأ لوا: too many expensive function calls. –  خوسي ماريا أولزابال
- خطأ لوا: too many expensive function calls. – لا يوجد
- خطأ لوا: too many expensive function calls. –  بول مايو
- خطأ لوا: too many expensive function calls. –  باول برودهيرست
- خطأ لوا: too many expensive function calls. –  خطأ لوا: too many expensive function calls.
- خطأ لوا: too many expensive function calls. – لا يوجد
- خطأ لوا: too many expensive function calls. –  جيم باين
- خطأ لوا: too many expensive function calls. –  خطأ لوا: too many expensive function calls.
- خطأ لوا: too many expensive function calls. –  خطأ لوا: too many expensive function calls.
- خطأ لوا: too many expensive function calls. –  وارن بينيت
- خطأ لوا: too many expensive function calls. –  خطأ لوا: too many expensive function calls.
- 1996 –  تايغر وودز
- 1997 –  خطأ لوا: too many expensive function calls.
- 1998 –  جستن روس
- 1999 – لا يوجد
- 2000 – لا يوجد
- 2001 –  ديفيد ديكسون
- خطأ لوا: too many expensive function calls. – لا يوجد
- خطأ لوا: too many expensive function calls. – لا يوجد
- خطأ لوا: too many expensive function calls. –  ستيوارت ويلسون
- خطأ لوا: too many expensive function calls. –  خطأ لوا: too many expensive function calls.
- خطأ لوا: too many expensive function calls. –  خطأ لوا: too many expensive function calls.
- خطأ لوا: too many expensive function calls. –  روري ماكلروي
- 2008  [لغات أخرى]‏ –  كريس وود
- 2009  [لغات أخرى]‏ –  ماتيو ماناسيرو
- 2010  [لغات أخرى]‏ –  جين جونغ
- 2011  [لغات أخرى]‏ –  توم لويس
- 2012  [لغات أخرى]‏ – لا يوجد
- 2013  [لغات أخرى]‏ –  ماثيو فيتزباتريك
- 2014  [لغات أخرى]‏ – لا يوجد
- 2015  [لغات أخرى]‏ –  خطأ لوا: too many expensive function calls.
- 2016  [لغات أخرى]‏ – لا يوجد
- خطأ لوا: too many expensive function calls. –  خطأ لوا: too many expensive function calls.
- خطأ لوا: too many expensive function calls. –  سام لوك
- 2019 – لا يوجد
- 2020 – لا توجد بطولة
- 2021 –  ماتي شميد
- 2022 –  خطأ لوا: too many expensive function calls.
- 2023 –  خطأ لوا: too many expensive function calls.
- 2024 –  كالوم سكوت

## البث
يتم توزيع البطولة المفتوحة من خلال شراكة بين إنتاجات آر & إيه وإنتاجات الجولة الأوروبية (كلاهما يديره أي ام جي) والبث الخارجي لشبكة سي تي في. القنوات التي تقدم الإنتاج في الموقع هي سكاي (المملكة المتحدة)، وإن بي سي (الولايات المتحدة الأمريكية)، وبي بي سي (المملكة المتحدة)، وتي في أساهي (اليابان).
أشارت العديد من هيئات البث غير البريطانية إلى البطولة المفتوحة باسم "البطولة البريطانية" المفتوحة في تغطيتها حتى عام 2010، عندما قدمت خطأ لوا: too many expensive function calls. استخدام الشروط التعاقدية في عقود وسائل الإعلام الخاصة بها، على غرار بطولة الماسترز، والآن أصبح أصحاب الحقوق ملزمين بالإشارة إلى البطولة باسم "البطولة المفتوحة". في 7 نوفمبر 2018، استكملت الشركة الأم لحامل الحقوق في الولايات المتحدة، إن بي سي، عملية الاستحواذ على حامل الحقوق في المملكة المتحدة، Sky. وهذا يعني أن حقوق الوسائط في السوقين الرئيسيتين مملوكة لنفس الشركة، وإن كانت تُنتج بشكل منفصل بواسطة شركتين فرعيتين مختلفتين. يوجد أكثر من 170 كاميرا في الموقع أثناء البطولة، بما في ذلك الكاميرات الموجودة في مواجهة مخابئ الرهان المفتوحة.
كان إيفور روبسون هو المعلق لمدة 41 عامًا، وتوفي في أكتوبر 2023.

### المملكة المتحدة
بدأت هيئة الإذاعة البريطانية (بي بي سي) في بث بطولة الغولف المفتوحة لأول مرة في عام 1955، مع مشاركة خطأ لوا: too many expensive function calls. منذ عام 1961، وتولى دور المعلق الرئيسي منذ عام 1978. مع نمو التلفزيون المدفوع، وارتفاع قيمة حقوق الرياضة، بدأت محفظة بي بي سي الخاصة بالغولف في التقلص. أدى فقدان حقوق بطولة خطأ لوا: too many expensive function calls.، خطأ لوا: too many expensive function calls. في عام 2012 إلى ترك تغطية البي بي سي الوحيدة للغولف هي بطولة اسكتلندا المفتوحة، واليومين الأخيرين من بطولة الماسترز (التي تقاسمتها مع سكاي). وبسبب قلة الغولف، اتُهمت هيئة الإذاعة البريطانية بإهمال الاستثمار في الإنتاج، كما تعرضت لانتقادات بسبب "جودة التغطية والابتكار" مقارنة بشبكة سكاي، التي كانت تمتلك حقوق معظم فعاليات الغولف. تعتبر البطولة حدثًا من الفئة ب بموجب خطأ لوا: too many expensive function calls.، والذي يسمح بحمل حقوقها من قبل محطة بث تلفزيوني مدفوعة الأجر طالما يتم توفير تغطية ثانوية كافية من قبل محطة بث مجانية.
وكان كثيرون يأملون في التوصل إلى اتفاق مماثل لاتفاقية الماسترز، حيث تغطي قناة سكاي جميع الأيام الأربعة، كما تقدم هيئة الإذاعة البريطانية (بي بي سي) تغطية حية في نهاية الأسبوع، لكن قناة سكاي لم تكن راغبة في هذا وفازت بالحقوق الكاملة في عام 2015. وقد شعر البعض بالغضب إزاء زوال رياضة الغولف على التلفزيون الأرضي، والتأثير الذي قد يحدثه ذلك على الاهتمام بالغولف في المملكة المتحدة، في حين شعر آخرون بالسعادة إزاء التغطية المحسنة التي قد تقدمها سكاي. وعلى الرغم من وعد بيتر أليس على الهواء بأن تقوم هيئة الإذاعة البريطانية (بي بي سي) بتغطية الحدث في عام 2016، توصلت بي بي سي إلى اتفاق مع سكاي لتتولى التغطية. وتستمر هيئة الإذاعة البريطانية (بي بي سي) في تغطية البطولة، حيث تعرض أبرز أحداثها من الساعة 8 مساءً حتى 10 مساءً في أيام البطولة، بالإضافة إلى التغطية الإذاعية على راديو 5 لايف. تطلبت الصفقة مع سكاي من الشركة المذاعة تقييد فترات إعلاناتها إلى 4 دقائق كل ساعة، على غرار الماسترز. تقدم Sky أيضًا تغطية كاملة عبر الإنترنت من خلال ناو لغير المشتركين، والتي تبلغ 7.99 جنيهًا إسترلينيًا ليوم واحد، أو 12.99 جنيهًا إسترلينيًا للوصول لمدة أسبوع.

#### الجدول الزمني لحقوق البث في المملكة المتحدة
| الفترة    | المذيع      | رسوم الحقوق السنوية |
| --------- | ----------- | ------------------- |
| 1955–2014 | بي بي سي    | يختلف               |
| 2015      | بي بي سي    | £7.0م               |
| 2016      | سكاي سبورتس | £7.0م               |
| 2017–2021 | سكاي سبورتس | £15.0م              |
| 2022–2024 | سكاي سبورتس | مجهول               |

Ref:

### الولايات المتحدة
بدأت قناة إيه بي سي في بث بطولة الغولف المفتوحة في عام 1962، مع تسجيل أبرز أحداثها على قناة عالم الرياضة الواسع. في العصر الذي سبق العصر الرقمي، كان لا بد من تحويل التغطية من نظام ترميز الألوان بي إيه إل في المملكة المتحدة إلى نظام إن تي إس سي في الولايات المتحدة، وهو ما يعني أن جودة الصورة قد تتأثر، وخاصة في السنوات الأولى. وتوسعت التغطية على مر السنين، وكما هو شائع في أمريكا، كان هناك حامل حقوق مختلف للجولة المبكرة، وهو إي إس بي إن حتى عام 2003 عندما استحوذت عليه تي إن تي. أصبحت شركة إي إس بي إن المملوكة بشكل مشترك مسؤولة عن تغطية الأحداث الرياضية على قناة إيه بي سي في عام 2006؛ كما فازت بحقوق تغطية الأيام الأربعة للبطولة في عام 2010، وفي الوقت نفسه نقلت التغطية إلى قنواتها. أصبحت بطولة أوبن للغولف أول بطولة كبرى للغولف يتم تغطيتها حصريًا على التلفزيون المدفوع في أمريكا، حيث تركت شبكة إي إس بي إن فقط أبرز الأحداث لشبكة البث الشريكة لها.
بعد خسارة حقوق خطأ لوا: too many expensive function calls. في عام 2015، قدمت إن بي سي عرضًا قويًا للفوز بحقوق البطولة المفتوحة، لتصبح هيئة بث لبطولة بطولات الغولف الكبرى للرجال مرة أخرى. كما كان لدى إن بي سي أيضًا سجل حافل في بث الأحداث الرياضية الأوروبية بنجاح في الصباح بتوقيت الولايات المتحدة مع الدوري الإنجليزي الممتاز، وفورمولا 1، و«الإفطار في ويمبلدون»، وتمكنت من وضع تغطية مبكرة للجولة على خطأ لوا: too many expensive function calls. التابعة لها. فازت إن بي سي بالحقوق من عام 2017 إلى عام 2028. كما باعت لهم إي إس بي إن أيضًا حقوق عام 2016.
بلغ إجمالي ساعات تغطية بطولة الغولف المفتوحة لعام 2019 في الولايات المتحدة 49 ساعة، منها 29 ساعة يومي الخميس والجمعة، و20 ساعة يومي السبت والأحد؛ بينما بلغ إجمالي ساعات تغطية قناة الغولف الكابلية 34 ساعة، منها 29 ساعة يومي الخميس والجمعة، و5 ساعات يومي السبت والأحد. أما شبكة إن بي سي، فقد بلغ إجمالي ساعات التغطية 15 ساعة في عطلة نهاية الأسبوع، منها 8 ساعات يوم السبت، و7 ساعات يوم الأحد. ويقل إجمالي ساعات التغطية البالغ 49 ساعة على قناتي الغولف وإن بي سي بمقدار 30 دقيقة عن عام 2018؛ والفرق هو أن تغطية إن بي سي يوم الأحد انخفضت بمقدار 30 دقيقة، من 7.5 ساعات في عام 2018، إلى 7 ساعات في عام 2019.

#### الجدول الزمني لحقوق البث في الولايات المتحدة
| الفترة    | المذيع      | رسوم الحقوق السنوية |
| --------- | ----------- | ------------------- |
| 1962–2009 | أيه بي سي   | يختلف               |
| 2010–2015 | إي إس بي إن | $25.0م              |
| 2016      | إن بي سي    | $25.0م              |
| 2017–2028 | إن بي سي    | $50.0م              |

Ref:

### ذا أوبن.كوم
تُقدّم بطولة الغولف المفتوحة تغطيةً مجانيةً محدودةً على موقعها الإلكتروني، تشمل أبرز اللقطات، والمجموعات المميزة، والحفر المميزة، والتغطية الإذاعية. عادةً ما تُقدّم الجهات المحلية صاحبة الحقوق في البطولة هذه البثّات كجزءٍ من باقة البثّ الخاصة بها.

### بقية العالم
تنتج البطولة المفتوحة "تغذية عالمية" لاستخدامها من قبل هيئات البث الدولية إذا لزم الأمر. الأسواق الكبرى الأخرى للغولف في منطقة زمنية مماثلة للمملكة المتحدة هي بقية أوروبا (حيث غالبًا ما يكون لشركة Sky، شركة البث البريطانية، حضور)، وجنوب إفريقيا حيث تغطيها سوبر سبورت.
تعد اليابان وكوريا الجنوبية وأستراليا ونيوزيلندا والصين بشكل متزايد أسواقًا ذات اهتمام إعلامي كبير بالغولف وبطولة الغولف المفتوحة، ولكن المنطقة الزمنية تعني أن التغطية الرئيسية تُعرض في الساعات الأولى من الصباح.

## الملاحظات
1. 1 2  Before 2017 the prize fund was always stated and paid in جنيه إسترليني (£). Since 2017 the prize fund has been stated and paid in دولار أمريكي (US$).
2. 1 2  Macdonald Smith is classified as American by Open records, but it is noted he was born in  إسكتلندا. He was a naturalised American citizen when he competed in the Open.
3. ↑  Tommy Armour is classified as American by Open records, but it is noted he was born in  إسكتلندا. He was a naturalised American citizen when he won. He was nicknamed the "Silver Scot", and is a member of the خطأ لوا: too many expensive function calls..[167]
4. 1 2 3 4 5 6  As the winner was an رياضات الهواة, he received no prize money.
5. ↑  Aubrey Boomer was from  جيرزي, a ملحقات التاج البريطاني. Although Jersey is not part of England, the Open records classify him as English.
6. 1 2  Jim Barnes is classified as American by Open records, but it is noted he was born in  إنجلترا. Open records state he was a naturalised American citizen when he won, but the خطأ لوا: too many expensive function calls. notes about Barnes: "He never became an American citizen, remaining an intensely patriotic Cornishman".[168]
7. 1 2 3  Ted Ray was from  جيرزي, a ملحقات التاج البريطاني. Although Jersey is not part of England, the Open records classify him as English. He represented England nine times in the England–Scotland Professional Match, and spent most of his life living in England.
8. ↑  Jock Hutchison is classified as American by Open records, but it is noted he was born in  إسكتلندا. Open records state he was a naturalised American citizen when he won.
9. 1 2 3 4 5 6 7 8 9 10  Harry Vardon was from  جيرزي, a ملحقات التاج البريطاني. Although Jersey is not part of England, The Open records classify him as English. He represented England nine times in the England–Scotland Professional Match, and spent most of his life living in England.
10. ↑  Tom Vardon was from  جيرزي, a ملحقات التاج البريطاني. Although Jersey is not part of England, the Open records classify him as English. He represented England seven times in the England–Scotland Professional Match, and was a club professional in England.
11. 1 2  BBC sold the rights to Sky for £7.0m
12. 1 2  ESPN sold the rights to NBC for an undisclosed fee

## وصلات خارجية
- الموقع الرسمي
- التغطية على الموقع الرسمي للجولة الأوروبية
- التغطية على الموقع الرسمي لبطولة بي جي إيه